# Польское восстание (1863—1864)
По́льское восста́ние 1863—1864 годов, или Янва́рское восста́ние (пол. powstanie styczniowe) — восстание против власти Российской империи на территории Царства Польского и Западного края.
Восстание было направлено на восстановление Речи Посполитой в границах 1772 года. Началось 10 (22) января 1863 года и продолжалось до 6 (18) июня 1864 года. Незначительные группы действовали до 22 октября (3 ноября) 1864 года, а последний полевой командир повстанцев генерал Станислав Бжуска был арестован лишь в апреле 1865 года. Последний действующий на территории Северо-Западного края повстанец-одиночка Василий Конопацкий был обнаружен регулярными войсками и пленён лишь в октябре 1866 года. Последний действовавший на территории Царства Польского повстанец-одиночка Штефан Карчмарчик сумел продержаться до июня 1872 года. Окончилось поражением повстанцев и привело к активизации антипольской политики российских властей.

## Подготовка и начало восстания
Вооружённому восстанию 1863—1864 годов предшествовал довольно длинный подготовительный, или манифестационный период. Не прерывавшаяся с 1831 года деятельность польской эмиграции держала Царство Польское в постоянном напряжении, но жёсткий режим наместника князя И. Ф. Паскевича не допускал серьёзных осложнений. После его смерти, последовавшей в 1856 году, на короткое время наместниками становились князь М. Д. Горчаков, Н. О. Сухозанет, граф К. К. Ламберт, граф А. Н. Лидерс.
В 1861—1862 годах на территориях прежней Речи Посполитой, отошедших к России, усилились требования аграрных реформ, демократизации и независимости. Радикальные революционные группировки (так называемые «красные») выступали за открытую вооружённую борьбу и готовили восстание. Начало подготовки к восстанию относят обычно к 1859 году, когда война Франции с Австрией подала полякам надежду, что после Италии Наполеон III захочет освободить и Польшу. Несомненно, однако, что первый приступ к организации восстания относится ещё к 1857 году, совпадая с основанием Сельскохозяйственного общества, возглавлявшегося графом Анджеем Замойским, и возвращением 8700 ссыльных поляков ранее участвовавших в восстании 1830—1831 годов из Сибири по амнистии.
В конце 1862 года конспиративная организация, готовившая восстание, охватывала около 20—25 тысяч членов и планировала вооружённое восстание на весну 1863 года. С лета 1862 года заговором руководил Центральный национальный комитет (ЦНК, пол. Centralny Komitet Narodowy), основанный в октябре 1861 года под началом Ярослава Домбровского. В Литве и Беларуси подготовкой восстания занимался Литовский провинциальный комитет, который возглавлял Константин Калиновский. Повсеместно организовались революционные кружки по системе троек, которые в совокупности должны были составить тесно сплочённый организм. Каждый рядовой член кружка знал только двоих участников и десятника, что значительно затрудняло раскрытие заговора.
Более умеренные группировки «белых» объединяли землевладельцев, крупную и мелкую буржуазию. Программа «белых» отличалась от программы «красных» главным образом тем, что освобождение крестьян от крепостной зависимости предусматривало значительные компенсации помещикам, национально-освободительное восстание откладывалось на отдалённый срок.

### Волнения
Начало волнений относится к периоду наместничества князя М. Д. Горчакова. Первой открытой манифестацией обычно считают состоявшиеся 10 июля 1860 года торжественные похороны вдовы генерала Ю. Совинского, погибшего при защите Варшавы во время восстания 1830—1831 годов. Сами похороны прошли спокойно, но после них радикальные польские студенты и городская беднота отправились на соседнее православное кладбище, где стали плевать на могилы и рвать посаженные там цветы.
Началась кампания против развлечений: в домах, где проводились балы, выбивали стёкла, появлявшимся в дорогих нарядах женщинам мальчишки резали платья. С торговых заведений и мастерских срывали вывески, написанные по-русски и на любом другом языке, кроме польского. Русские жители Варшавы были завалены анонимными письмами с угрозами.
Более значительны были манифестации в память годовщины первого восстания (17 ноября) и особенно годовщины Гроховского сражения (13 (25) февраля 1831). 15 (27) февраля 1861, во время очередной незаконной демонстрации, солдаты открыли огонь по толпе, в результате чего были убиты пять манифестантов: два землевладельца, ремесленник, рабочий и студент. Ещё около десяти человек получили ранения.
Сначала правительство надеялось водворить порядок примирительной политикой и реформами. В марте было распущено Сельскохозяйственное общество, которое стало центром сбора радикалов. 14 (26) марта 1861 вышел указ Александра II о восстановлении Государственного совета Царства Польского и учреждении органов самоуправления в Польше.
2 (14) октября 1861 новый наместник К. К. Ламберт, вступивший на этот пост после смерти Горчакова, объявил в Царстве Польском военное положение. Однако уже через два месяца Ламберт подал в отставку, после того как у него произошёл конфликт с генерал-губернатором Варшавы А. Д. Герштенцвейгом, в результате которого последний застрелился по условиям дуэли посредством жребия.
На должность наместника был назначен генерал А. Н. Лидерс. 3 (15) июня 1862 года на него было совершено покушение. В то время как Лидерс прогуливался в парке, 23-летний подпоручик А. А. Потебня, связанный с подпольным комитетом русских офицеров в Польше выстрелил в него сзади из пистолета. Пуля пробила ему шею, челюсть и щёку, но Лидерс остался жив. Потебня также успел скрыться с места происшествия.
После этого, уже 8 (20) июня наместником Царства Польского был назначен великий князь Константин Николаевич, человек, пользовавшийся доверием императора и либерально настроенный. Маркиз А. Велёпольский был назначен при нём начальником гражданской части в царстве и вице-председателем Государственного совета. Однако вскоре после приезда Константина Николаевича в Варшаву на него было совершено покушение. 22-летний портной-подмастерье Людовик Ярошинский выстрелил в него в упор из пистолета вечером 21 июня (3 июля) 1862, когда тот выходил из театра, однако великий князь отделался лёгким ранением плеча. Ярошинский был схвачен на месте и, согласно приговору суда, казнён 9 (21) августа 1862 в X павильоне Варшавской цитадели.
Было два покушения и на Велёпольского. Первое 26 июля (7 августа) 1862 совершил 19-летний Людвик Рылль, второе всего через неделю 3 (15) августа 1862 Ян Жоньца. Оба покушавшихся казнены 14 (26) августа 1862 в Варшавской цитадели.

### Рекрутский набор
Возглавлявший администрацию в Царстве Польском маркиз Александр Велёпольский знал о набиравших силу национально-освободительных и реформаторских движениях и, рассчитывая на союз с «белыми» и умиротворение общественности, провёл ряд либеральных реформ (замена барщины чиншем, равноправие евреев, преобразования в школе).
С другой стороны, чтобы изолировать молодёжь и ликвидировать кадры повстанческой организации, он выступил инициатором рекрутского набора в январе 1863 года. С целью изолировать потенциально опасные элементы в списки рекрутируемых было включено 12 тысяч человек из 25 тысяч подозреваемых в принадлежности к подпольным националистическим организациям.

## Начало восстания в Царстве Польском
Объявление рекрутского набора послужило сигналом к открытому восстанию, которое продолжалось более 500 дней. Уклонившиеся от набора вышли из Варшавы и составили первые повстанческие отряды (всего около 30, общим числом до 6000 человек).
Общее руководство восстанием до прибытия из Парижа на территорию Царства Польского избранного 19 января 1863 года диктатором мятежа Людвика Мерославского приняло на себя так называемое Временное Национальное Правительство, преобразовавшееся 11 (23) января 1863 года из Центрального национального комитета. В первый состав правительства, возглавляемого Стефаном Бобровским вошли Авейде, Майковский, ксёндз Микошевский и Яновский (первый состав действовал до 5 (17) февраля 1863 года). Правительство издало манифест и декреты, провозглашавшие крестьян собственниками их наделов при последующей компенсации помещикам за счёт государства и гарантировавшие безземельным участникам восстания небольшой земельный надел из национальных фондов.
Днём вооружённого восстания назначено было 10 (22) января. В этот день в разных местах отдельные отряды совершили вооружённые нападения на русские гарнизоны; всех нападений насчитывают около 25 (самые крупные — в Плоцке, Кельцах, Лукове, Курове, местечках Ломазы и Россош). Вследствие плохого вооружения польских отрядов (на 100 мятежников в среднем приходилось 4 ружья и 2 револьвера) и разрозненности действий, эти первые стычки оказались незначительными и почти везде были отбиты регулярными войсками, однако, благодаря элементу внезапности, в отдельных местах мятежники имели временный успех (например, бой под Целково), захватив оружие, амуницию, деньги и продовольствие, всего: 67 ружей, 14 револьверов, 2 орудия, 2 обоза с едой и 75 000 рублей. Кроме того, небольшой группе заговорщиков в Варшаве удалось на 10 дней оборвать телеграфное сообщение города с Санкт-Петербургом, которое было восстановлено лишь к 20 января (1 февраля) 1863 года.
Общие потери регулярных войск на всей территории, охваченной восстанием, в первые сутки боёв оцениваются в 29 убитых (в том числе один полковник и один подполковник) и 63 раненых, из них 9 тяжело (в том числе 1 генерал-майор), кроме того, дезертировали, пропали без вести, перебежали сами или были взяты мятежниками в плен 92 солдата и офицера регулярных войск, в том числе один полковник. Мятежники же потеряли за тот же период времени 268 человек (12 убитыми, 14 ранеными и 242 пленными).
Уже на вторые сутки восстания регулярным войскам дано было приказание стянуться в важнейшие стратегические пункты; позже это распоряжение было отменено и начальникам отдельных отрядов предоставлено было поступать сообразно с местными условиями. Однако из-за возникшей неразберихи на вторые сутки восстания в том числе временно со своих постов дезертировали 369 солдат и 18 офицеров регулярных войск (62 из них безвозвратно), главным образом пограничные конные разъезды, бежавшие на территорию Пруссии и позже вернувшиеся на места постоянной дислокации; ещё 23 человека из личного состава регулярных частей на вторые сутки восстания были взяты мятежниками в плен или перешли на их сторону добровольно.

## Отношение Европейских держав к восстанию

### Позиция Пруссии и Конвенция Альвенслебена
Начало вооружённого восстания в Царстве Польском серьёзно обеспокоило прусские власти во главе с Отто фон Бисмарком. Уже 17 (29) января 1863 года в Варшаву прибыла делегация во главе с генералом Г. Альвенслебеном для уточнения масштабов мятежа и возможности координирования совместных действий против польских повстанцев. 24 января (5 февраля) 1863 года делегация прибыла в Санкт-Петербург и встретилась лично с императором Александром II.
27 января (8 февраля) 1863 года в Петербурге была подписана Конвенция Альвенслебена — соглашение между Россией и Пруссией о взаимной помощи против польских повстанцев, по которому русским войскам разрешалось преследовать польских мятежников на территории Пруссии. Все задержанные прусаками лица, подозреваемые в прямой принадлежности к мятежникам либо же в оказании какой-либо помощи польским повстанцам, подлежали немедленному аресту и выдаче властям Российской империи. Также Пруссия обязывалась значительно усилить охрану границы со своей стороны.
Однако, несмотря на соглашение, Пруссия, опасаясь восстаний в приграничных с Российской империей районах, населённых поляками, и боясь окончательно испортить и без того напряжённые отношения с Францией и Великобританией, фактически не выполняла свои обязательства по Конвенции. Пруссия не усилила охрану своей границы, что позволяло отрядам польских мятежников почти свободно пересекать её в двух направлениях.
Кроме того, с 15 (27) февраля по 16 (28) апреля 1863 года на территории Пруссии (в приграничной Познани) свободно действовал так называемый «Комитет Дзялынского», возглавляемый графом Иоанном Дзялынским и созданный для оказания различного вида помощи польским повстанцам из-за рубежа. К моменту ликвидации комитета его члены (более 150 человек) сумели собрать и переправить на территорию охваченную мятежом более 1500 человек личного состава (как поляков, так и добровольцев различных национальностей), не менее 1600 единиц огнестрельного оружия и 132 000 франков.
Даже после ликвидации комитета и суда над его участниками из 149 обвиняемых 111 были оправданы, 38 получили символические наказания, из которых самые строгие получили лидеры комитета — Иоанн Дзялынский (смертная казнь заочно, позже заменённая 3 годами каторжных работ), Юзеф Сыфрид (смертная казнь заочно, позже заменённая пожизненной высылкой из страны), Эдмунд Каллер (1 год, 3 месяца каторжных работ) и Казимир Шульц (1 год тюремного заключения).
Несмотря на сложную позицию и скованность в действиях, прусское правительство 4 марта отказалось присоединиться к демаршу против Санкт-Петербурга. 1 июня царь во время встречи с королём предложил Пруссии заключить соглашение, предложив, среди прочего, обсудить вопрос о территориальной компенсации. Король, по совету Бисмарка, отказался. Вместе с тем, в ответ на июньские ноты Бисмарк дал знать западным державам, что, если их войска высадятся на русских берегах Балтийского моря, Пруссия не останется нейтральной. В ноябре 1863 года обострение Шлезвиг-Гольштейне позволило Прусскому правительству отодвинуть польский вопрос и включить в переговоры Австрию.

### Позиция Австрийской империи
Австрия, ранее участвовавшая в двух из трёх разделах Речи Посполитой и занявшая враждебный России нейтралитет в Крымской войне, ставила себя в весьма неестественное положение. Российская империя в своих отношениях с Францией заняла благожелательный нейтралитет  во время австро-французского конфликта в Италии и проводила перегруппировку войск в Юго-Западном крае в 1859-60 гг. Несмотря на это император Франц-Иосиф, желая загладить впечатления от поражения в войне с Францией, в конце концов уступил Наполеону III. Австрийский министр иностранных дел граф Рехберг, бывший сторонником сотрудничества с Пруссией и Россией, выговорил себе право выступить не одновременноменно с двумя западными державами и составить свою ноту в более сдержанных выражениях. Он отклонил предложение о коллективном демарше 16 марта. Австрийская нота от 19 апреля 1863 года ограничивалась вялыми рассуждениями о беспокойстве, которое вносит неразрешённый польский вопрос в жизнь Габсбургской монархии, а также самой России и Пруссии. Мнение дипломатов Великобритании и Франции о создании польского государства во главе с австрийским эрцгерцогом поначалу было воспринято при венском дворе с большим расположением, однако после плебисцита и предложения мексиканской короны брату императора эрцгерцогу Максимилиану польский проект утратил актуальность. Австрийское Министерство иностранных дел обозначило, что английское и австрийское правительства имеют общую цель - сдержать французского императора. Австрия соглашались на совместные действия только в том случае, если все предложения в Петербурге будут мягкими и умеренными. К концу 1863 года министерство иностранных дел и правительство Австрии были отвлечены событиями в Шлезвиг-Гольштейне и интереса в польском вопросе более не проявляли.  

### Позиция Франции
Правительство Наполеона III официально осудило восстание и в консультации с британскими дипломатами сразу обозначило, что несмотря на симпатии к полякам, не предпримет шагов, которые могут быть восприняты как враждебные к России. Французский император и ряд бонапартистов ещё с 1855 года искали возможности улучшить отношения с Россией и искали возможности заключить союзный договор против общих военно-политических противников - Великобритании и Австрии. Серьёзной проблемой для официального Парижа стал массовый всплеск поддержки поляков во французском обществе. На одной из встреч с русским послом Будбергом император откровенно признался, что находится в крайне затруднительном положении: с одной стороны, опора на общественное мнение – это важнейшее условие устойчивости возглавляемого им режима; с другой – его личные и политические устремления направлены на то, чтобы сохранить добрые отношения с императором Александром. Если в ближайшее время Польша каким-то образом не успокоится, подчеркнул Наполеон, «я предвижу, что моё правительство не сможет остаться равнодушным к тому, что там происходит».
Чтобы сколько-нибудь поправить дело и восстановить свой пошатнувшийся престиж, Наполеон III выступил с идеей о европейском конгрессе в Париже, где следовало принять решение всех назревших вопросов, включая польский. 19 марта Наполеон III заверил Лондон. что Франция не намерена воевать с Россией из-за поляков. Несмотря на это, уже 21 марта в беседе с британским послом лордом Коули французский министр Друэн де Люис выразил мнение, что создание независимого Польского государства во главе с австрийским эрцгерцогом или русским князем будет, возможно, единственным решением польского вопроса.
Французская нота от 5(17) апреля 1863 года была составлена в более вежливых тонах, чем английская, указывала на всеевропейское значение польского вопроса и исходя из этого предлагала перенести его на общее обсуждение.
Французский посол в Петербурге герцог Монтебелло внимательно наблюдал за всем, что происходит в России и сигнализировал в Париж о том, что Россия ни в каком случае не уступит без вооружённой борьбы. Если его страна, писал он, не собирается воевать, тогда лучше всего бросить опасную затею.

4 ноября 1863 г. Наполеон III повторно обратился к европейским правительствам с приглашением созвать конгресс.  Французский император сделал ещё одну попытку дипломатического вмешательства в польский вопрос и по личным каналам обратился к Александру II с предложением поддержать пересмотр статей Парижского мирного договора 1856 года о демилитаризации Чёрного моря. Однако Наполеон III жёстко увязывал любые незначительные для Франции уступки в пользу России в договоре 1856 года с согласием на пересмотр условий мира 1815 года. В случае неудачи дипломатических действий трёх держав против Петербурга Наполеон мог развязать новую войну в Европе и заключить соглашение с Россией. В Лондоне понимали эту опасность и приняли решение отказаться от участия в конгрессе, следом официальный отказ прислал князь Горчаков.

### Позиция Великобритании
Британский Форин-офис(министерство иностранных дел) официально выразил сочувствие восставшим и осудил действия России в Царстве Польском. Уже в феврале 1863 года британское правительство приняло решение начать дипломатическую кампанию против России, и по предложению лорда Пальмерстона выступило с проектом коллективного демарша в Петербурге. Предполагалось, что страны-гаранты Венского договора 1815 года обратятся к российскому правительству с призывом выполнить свои договорные обязательства перед Польшей.
2 марта 1863 года лорд Джон Рассел отправил на имя британского посла в Петербурге, лорда Найпира, депешу, в которой британский кабинет министров выражал озабоченность происходящим конфликтом в Царстве Польском, считал его причинами отсутствие привилегий, которые поляки имели во времена Александра I и утратили после подавления восстания 1831 года, и выставлялась на вид необходимость амнистии и восстановления польской конституции 1815 года.  Уверенные в том, что Российская империя в 1863 г. прежде всего из-за состояния своего модернизируемого флота и армии и расшатанными финансами не в состоянии вести новую войну против Великобритании и Франции и будет вынуждена уступать, Рассел и Пальмерстон решили действовать прямым давлением. Дипломатический демарш отчасти усиливался событиями в Мексике, где совместные силы Великобритании, Франции и Испании вынудили правительство президента Хуареса бежать из Мехико, а оставшиеся в стране французские войска по указанию из Парижа обеспечили создание марионеточного государства. В то же время, в Лондоне понимали, что если Наполеон не сможет продемонстрировать помощи полякам, его репутация пострадает, и предпринимали отчаянные усилия, чтобы согласовать действия держав. Это позволило бы Великобритании оказать достаточную в глазах общественности и Наполеона III поддержку Франции и полякам, эффективнее  проводить дипломатические действия и с честью выйти из ситуации без обязательств к дальнейшим действиям. Пока шла подготовка нот, Нейпир неоднократно предупреждал своё правительство, что Россия готовится к войне и решительно настроена не допускать вмешательства в свои внутренние дела. Однако Рассел и Пальмерстон предупреждения игнорировали.
В ответных нотах на апрельские обращения от 26 апреля Горчаков отвергал ссылки на Венский трактат 1815 г., но соглашался на обмен мнениями о будущем устройстве Польши.
17 июня по соглашению с Францией и Австрией лорд Рассел предложил русскому правительству проект умиротворения Польши. Нота Рассела была ещё более резкой и угрожающей, чем апрельские обращения. От России не только требовали согласиться на созыв конгресса великих держав для решения польского вопроса; в виде предварительных мер, царю рекомендовалось: во-первых, провозгласить в Польше общую амнистию, не ставя её в зависимость от окончания вооружённого восстания; во-вторых, созвать представительное собрание в Польше; в-третьих, даровать Польше местную автономию; в-четвёртых, обеспечить права католической церкви; в-пятых, ввести польский язык в правительственные учреждения и учебные заведения в Царстве Польском; в-шестых, издать удовлетворяющие поляков новые правила о рекрутских наборах.
Английская пресса приняла угрожающий тон; устраивались многолюдные митинги в поддержку польских повстанцев. В нижней палате парламента Геннесси предложил проект адреса на имя королевы, в котором заявлялось об утрате Россией всяких прав на Польшу.
Горчаков отлично понимал, что, несмотря на совместный характер выступления западных держав, между ними имеются серьёзные разногласия. Свою задачу он видел в том, чтобы выиграть время для подавления восстания. 13 июля 1863 г., последовали три ответные депеши Горчакова русским представителям: барону Бруннову в Лондон для передачи английскому правительству, барону Будбергу в Париж для передачи французскому императорскому правительству и Балабину в Вену для передачи Францу-Иосифу. Официальный ответ Санкт-Петербурга был резко отрицательный. Польский вопрос объявлялся внутренним делом, касающиесящимся исключительно внутренней политики России, но никак не Европы. Все требования отклонялись решительно и безусловно.
Правительство Великобритании и Наполеон III попали в трудное положение. Своими выступлениями спровоцировав польское Национальное правительство на отказ от прекращение огня с амнистией, они одновременно толкали российское правительство переходить к жёстким мерам против восставших и потенциальных противников, мобилизовывали российское, германское и американское общественное мнение против себя. В российской общественной среде нарастало большое возбуждение. В Санкт-Петербург летели письма, адресы, заявления, резолюции дворянских собраний, земств и общественных организаций, которые требовали отклонения вмешательства иностранных держав. В среде дворянства и купечества разгорались ура-патриотические и шовинистические настроения. Поддержка и симпатии к либеральному движению на фоне Великих реформ обрушились. Принять ответ Горчакова и никак на него не реагировать было невозможным.  По словам дипломата и историка В.П.Потёмкина, "Лорду Нэйпиру и герцогу Монтебелло, которые с самого начала считали польское дело безнадёжным, а вмешательство западных держав бесцельным и рискованным, пришлось снова направлять по адресу Горчакова угрозы, в которые они сами не верили, и проявлять возмущение, которого не ощущали". Горчаков, на этот раз уже окончательно удостоверившись, что никакой военной интервенции в пользу поляков не будет, снова отвечал послам самым категорическим отказом.
Великобритания и Франция сделали новую попытку спастись от грозившего им полного дипломатического позора. В нотах, переданных ими русскому правительству 3 августа 1863 года, было заявлено, что русское правительство считается единственным виновником польского восстания. Напрасно Россия не желает следовать советам западных держав: пусть она винит самое себя за серьёзные последствия, которыми грозит в дальнейшем восстание.
Вслед за этой нотой лорд Россель написал ещё одну ноту, отправленную для согласования в Париж, в которой прямо заявлял, что Россия, нарушившая свои обязательства в отношении Польши, никаких прав на дальнейшее обладание ею не имеет. Другими словами, пребывание русских войск в Царстве Польском является отныне в глазах британского правительства беззаконным актом; он уже сам по себе оправдывал бы вооружённое вмешательство европейских держав в любой момент, который они сочли бы для этого удобным. Такая нота была почти равносильна объявлению войны и делала неизбежным разрыв дипломатических сношений между Великобританией и Россией. Нейпир просто отказался передавать подобный документ Горчакову и вернул лорду Расселу  рекомендуя «пересмотреть» её содержание. К тому моменту Наполеон III отказался от дальнейших рискованных шагов.
К концу лета 1863 года в британской и европейской прессе все больше нарастала критика действий правительства Рассела-Пальмерстона, особенно на фоне успешной экспедиции русского флота к берегам Северной Америки. Британское правительство и Адмиралтейство несмотря на воинственную риторику и дипломатические манёвры публично оказались не в состоянии принять мер по нейтрализации или сопровождению русских эскадр в Атлантике и Тихом океане. Ситуацию усугублялось напряжёнными отношениями между Великобританией и США, недовольными попытками дипломатического вмешательства в Гражданскую войну. За три дня до прибытия российских крейсеров в Нью-Йорк, 26 сентября 1863 г. лорд Рассел в публичной речи вынужден был заявить: «Ни обязательства, ни честь Англии, ни её интересы — ничто не заставляет нас начать из-за Польши войну с Россией». Когда польское восстание было уже окончательно подавлено, Пальмерстон 26 мая 1864 г. громогласно заявил в палате общин, что самая мысль о войне Англии с Россией из-за Польши была бы «сумасшествием», и настойчиво утверждал в той же речи, что только «польская близорукость» виновата, если кто-либо из поляков поверил в возможность подобной войны.

## Кампании диктаторов

### Кампания Людвика Мерославского 5 (17) — 11 (23) февраля 1863 года
Людвик Мерославский, 19 января 1863 года возведённый парижским центральным комитетом в звание диктатора, из Познани лишь в ночь с 4 (16) на 5 (17) февраля 1863 года перешёл границу с Пруссией у Кшивосондза с секретарём Куржиной и 12 офицерами-наёмниками различных национальностей. К ним присоединились 100 человек учащейся молодёжи из Варшавы и ближайшие мелкие отряды повстанцев, всего собралось по польским данным 250, а по русским 500—600 человек.
7 (19) февраля эта группа столкнулась на опушке Крживосондзского леса с отрядом полковника Ю. И. Шильдер-Шульднера (3,5 роты пехоты, 60 казаков и 50 чел. пограничной стражи), легко рассеявшим этот отряд повстанцев, захватив при этом 13 пленных, лагерь, почти всё оружие, обозы и даже личную переписку Мерославского.
Сам Мерославский с остатками отряда (36 человек) ушёл на лошадях к деревне Радзёвой и в ночь на 8 (20) февраля соединился с отрядом из 400 человек под командованием Казимира Мелецкого у деревни Троячек. Группа заняла опушку леса у Троячека, где и была окончательно разбита 9 (21) февраля Шильдер-Шульднером. 11 (23) февраля 1863 года Мерославский бежал в Париж, обвинив в своих военных неудачах плохую организацию восстания, тем не менее формально до 27 февраля (10 марта) он всё ещё оставался в звании диктатора восстания, пока под давлением «белых» не отказался от должности в пользу М. Лангевича.

### Кампания Мариана Лангевича 10 (22) января — 9 (21) марта 1863 года
В это время благодаря своим прокламациям, печатаемым в мобильной типографии, приобрёл известность Мариан Лангевич.
Увидев недостатки своей повстанческой группы после поражения у Шидловца, он решил заняться её реорганизацией и потому 11 (23) января с отрядом из 150 человек ушёл в Вонхоцк в густой лес, где за 8 — 10 дней собрал и организовал по образцу регулярной армии повстанческое подразделение числом до 2500 человек с 5 пушками.
20 января (1 февраля) 1863 года из Радома выступил против Лангевича отряд регулярных войск генерал-майора Михаила Марка. На рассвете 22 января (3 февраля) он без боя занял Вонхоцк, откуда Лангевич днём ранее начал отступление в Свентокшиские горы, предварительно разделив свой отряд на 2 группы. Отряд регулярных войск Марка, потеряв их следы, вернулся 24 января (5 февраля) в Радом.
Тем временем часть отряда Лангевича в 1500 человек под командованием полковника Дионисия Цаховского ушла к подножью гор и стала лагерем у деревни Слупя-Нова. Лангевич же с оставшейся тысячей повстанцев поднялся на Лысую гору, и занял монастырь Святого Креста.
Тем временем 30 января (11 февраля) из Клеце против Лангевича выступил отряд полковника Ченгеры, и после тяжёлого 40-километрового ночного перехода 31 января (12 февраля) атаковал и практически разбил его. Однако благодаря умелой тактике Лангевичу с большей частью отряда всё же удалось 1 (13) февраля 1863 года начать успешное отступление на юг к Сташуву с целью пополнить отряд добровольцами и провизией. Отряд Лангевича без боя занял местечко 3 (15) февраля 1863 года.
Затем, разгромив под Сташувом посланный ему на перехват отряд регулярных войск майора Загряжского, однако не найдя значительной поддержки в Сандомирском уезде, утром 6 (18) февраля Лангевич начал отвод своего соединения на северо-запад к Малогощу. На пути по приказу Национального правительства к нему присоединялись более мелкие отряды мятежников.
Эти силы достигли Малогоща 10 (22) февраля, там к ним присоединился самый многочисленный до этого независимый отряд Антония Езёранского и остатки отряда Аполинария Куровского, на следующий день снятого с должности командующего за поражение под Мехувом. Таким образом, силы Лангевича вновь возросли до 3 тысяч человек. В результате последовавшего 12 (24) февраля боя под Малогощем совместной атакой сводной группы регулярных войск под командованием полковника Ченгеры, подполковника Добровольского и майора Голубева отряд Лангевича был практически разбит, потеряв более 1100 человек (большей частью ранеными и пленными) и все орудия против 6 убитых и 28 раненых у русских.
На следующий день остатки сил Лангевича начали экстренное отступление на юг, в Малопольское воеводство, чтобы уйти в австрийскую Галицию за пополнением. 18 февраля (2 марта) 1863 года отряд Лангевича соединился с отступившим из Мышкува отрядом Теодора Цешковского.
19 февраля (3 марта) конный авангард из отряда Лангевича без боя занял замок Пескова Скала, принадлежащий графу Мышковскому. Однако уже 20 февраля (4 марта) повстанцы были выбиты и оттуда отрядом регулярных войск под командованием генерала Шаховского. Однако из-за непредусмотрительности последнего, восставшим вновь успешно удалось уйти на 4 км юго-восточнее к местечку Скала, на окраинном кладбище которого ими был разгромлен отряд регулярных войск майора Штонзенвальда.
В результате этого удачного манёвра повстанцам удалось вырваться из окружения и уйти юго-восточнее в Меховский уезд, где они расположили свой лагерь у села Гоща, всего в 9 километрах от австрийской границы.
Там, благодаря бездействию регулярных войск, повстанцам удалось получить значительное пополнение, состоящее из добровольцев из близлежащих деревень и Галиции. В итоге всего через неделю они вновь располагали более чем 3000 личного состава и 3 орудиями.
26 февраля (10 марта) Лангевич провозгласил себя диктатором восстания. На следующий день — 27 февраля (11 марта) под давлением «белых» диктатура Лангевича была официально признана председателем Национального правительства Стефаном Бобровским.
В тот же день Лангевич назначил командующим своими «вооружёнными силами» повстанческого полковника Антония Езёранского, присвоив ему звание генералa. Однако Езёранский выступил против диктатуры Лангевича, и в результате возникшего между ними конфликта увёл свой отряд из нескольких сотен восставших в Австрийскую империю, ослабив силы Лангевича.
Утром 28 февраля (12 марта) Лангевич получил донесение от местных жителей о том, что регулярные войска собираются атаковать его лагерь в Гоще, в результате чего в ночь на 1 (13) марта повстанцы по его приказу оставили Гощу и выступили на север, намереваясь вторгнуться в Келецкий или Стопницкий уезд (ныне Келецкий и Буский повяты Свентокшиское воеводство, Польша). В то же самое время отряд Т. Цешковского отделился от сил Лангевича с одобрения последнего.
В ответ из Кельце 4 (16) марта выступил отряд полковника Ченгеры (4 роты пехоты, 2 эскадрона драгун, полсотни казаков, 4 орудия), всего около 1000 человек. Следуя сначала наперерез, а потом по пятам противника, Ченгеры днём 5 (17) марта нагнал арьергардную колонну польских повстанцев, уходивших с несколькими обозами из деревни Хробж. После неудачной попытки навязать восставшим сражение, повстанцам удалось прорваться к основным силам Лангевича, которые концентрировались в густом лесу к северо-западу от местечка Буско-Здруй, что и привело на следующий день к сражению под Гроховиско, в котором регулярные войска действовали неслаженно и позволили повстанцам Лангевича уйти от преследования к деревне Велич.
На рассвете 7 (19) марта они отступили к Вислице, переправились через реку Нида и сожгли за собой мост.
Большая часть повстанцев (около 2000) успела в Опатовце уйти за Вислу, вместе с ними был и Лангевич, который уже 8 (20) марта 1863 был арестован австрийцами, прекратив собственную кампанию.
Вторая часть мятежников из отряда Лангевича, общим числом до 850 человек, возглавляемая повстанческим генералом Юзефом Смичевским, 7 (19) марта 1863 года двинулась вдоль реки, через местечки Кошице и Нове-Бржеско, к сухопутной границе с Австрийской империей. К утру 8 (20) марта 1863 года регулярным войскам практически удалось нагнать их у деревни Иголомь.
Позже в тот же день Смичевскому доложили о приближении регулярных войск к Иголоми. Тогда он приказал большей части мятежников двигаться к селу Чернихуву и в том месте переходить границу. В Иголоми, для прикрытия, осталось всего около 50 мятежников под командованием капитана повстанческих войск Станислава Вержбинского, занявших оборону в деревне. В ходе последовавшего 9 (21) марта 1863 год штурма деревни мятежникам Вержбицкого ценой своей жизни удалось почти на полдня задержать отряд регулярных войск, в результате чего в Австрийскую империю удалось уйти почти 800 мятежникам. Тем не менее, отряд числом до 300 человек под командованием подполковника Дионисия Чаховского ушёл в Свентокшисские горы, начав собственную кампанию против регулярных войск.

## Перемены во Временном национальном правительстве и тактике сторон
После бегства и ареста Мариана Лангевича общая координация действий разрозненных повстанческих отрядов снова перешла к временному национальному правительству в новом составе:
- Стефан Бобровский (председатель)
- Агатон Гиллер (вице-председатель, иностранные отношения),
- Оскар Авейде (администрация и секретариат),
- Кароль Рупрехт (финансы),
- Эдвард Сивинский (пресса)
- Юзеф Каетан Яновский (военная часть).

Новый жонд народовы, испросив благословение Папы, установил контроль над сбором и расходом пожертвований, (для увеличения числа жертвующих была предпринята попытка выпуска ограниченным тиражом облигаций государственного займа на имя Национального правительства, тем не менее идея не имела успеха и от неё пришлось отказаться), позаботился о закупке за рубежом и выдаче повстанцам хорошего вооружения и одежды. Для повышения статуса и престижа в глазах европейских государств он назначил князя Владислава Чарторыйского своим главным заграничным агентом (отдельные агентуры существовали во всех важнейших европейских городах). Вскоре после прибытия в Варшаву графа Ф. Берга (24 марта) и гибели С. Бобровского (12 апреля) жонд снова переформировался, причём от старого состава остались Гиллер, Авейде и Яновский, а вновь вошли Маевский (администрация и финансы), Голембергский (военные дела и заграничные отношения) и Кржеминский (пресса). Этот состав организовал департаменты для заведования определёнными отраслями дел, учредил поверочную комиссию по раскладке податей, завёл народовую стражу и т. д. Была также мысль организовать хотя бы небольшой флот, чтобы заставить европейские державы, по одному из принципов международного права, признать Польшу воюющей стороной; но после одной неудачной попытки эта мысль была оставлена.
Тем временем после многочисленных неудачных попыток повстанческих отрядов закрепиться на значительное время в местечках и более-менее крупных городах мятеж принял форму партизанской войны, с началом весны 1863 года мятежники ушли в леса, стараясь избегать боестолкновений с крупными силами противника, они всецело сосредоточились на совершении вылазок и диверсий против отдельных отрядов регулярных войск. Основные силы русских тем временем сосредоточились на защите городов, оставив в то же самое время практически без защиты многие сёла и небольшие местечки, чем и воспользовались повстанцы, установив таким образом де-факто полный контроль над сельской местностью.
Чтобы привлечь крестьян на свою сторону, жонд издал декрет о наделении их землёй в личное пользование, тем не менее потребовав взамен оказать полную поддержку восставшим всеми доступными средствами (деньгами, продовольствием, медикаментами, одеждой, оружием, а если нужно, то людьми и укрытием). Крестьяне, в подавляющем большинстве своём не понимая расплывчатых идей мятежа, изначально отнеслись к восстанию по большей части нейтрально. Однако уже к середине весны 1863 года после многочисленных случаев принудительной конфискации у них повстанцами продовольствия, денежных средств и прочего имущества на поддержку мятежа они стали на сторону правительства, начав создавать отряды сельской самообороны, и активно помогать регулярным войскам в поиске и ликвидации повстанческих групп. В ответ на это мятежники, создав мобильные группы «жандармов-вешателей», которые, как правило, выделялись из самих же повстанческих отрядов, развернули террор по отношению ко всем наиболее активным противникам восстания, пик которого пришёлся на лето 1863 года. Как правило, группа «жандармов-вешателей» состояла из нескольких десятков человек, которые в определённое время прибывали в село или местечко и на глазах его жителей устраивали показательный «судебный процесс», а затем и казнь одного или нескольких наиболее активных противников восстания. Затем они так же стремительно покидали населённый пункт.
Тем не менее, подобные меры «устрашения» крестьян лишь ещё больше оттолкнули последних от повстанцев. Правительство же в свою очередь воспользовалось подобными настроениями среди крестьянского сословия и в июле 1863 года из разрозненных отрядов крестьянской самообороны создало так называемые «Крестьянские караулы», предназначенные для борьбы с повстанцами, за членство в которых платили фиксированное жалование (2 серебряных рубля в месяц), кроме того, могли быть надбавки за пленённых мятежников (от 3 до 5 рублей), и захваченное оружие (от 50 копеек до 3 рублей) а караульные имели все привилегии солдат регулярных войск и также отмечались медалями. Тем не менее, крестьянские караулы в отдельных местах также формировались де-факто принудительно. Подобные караулы наибольшее распространение получили в Юго-Западном крае.

## Расширение площади и масштабов восстания
Тем временем официальные власти с целью ужесточения борьбы с мятежом восстановили военное положение, отменённое в конце 1862 года. Царство Польское было разделено на военные отделы: Плоцкий (г.-л. Семека), Люблинский (г.-л. Хрущёв), Радомский (г.-л. Ушаков), Калишский (г.-л. Бруннер), Варшавский (г.-ад. Корф), Августовский и для охраны сообщений особые отделы Варшавско-Венской, Варшавско-Бромбергской и Варшавско-Петербургской железных дорог. Начальникам отделов было предоставлено право судить захваченных с оружием в руках лиц полевым военным судом и приводить в исполнение смертные приговоры. Войскам было приказано сосредоточиться в самостоятельные отряды из всех родов войск и выслать подвижные колонны для уничтожения и рассеяния мятежных соединений. Отряды стянулись к 20 января (1 февраля), но эта мера оказалась неудачной; оставили много уездных городов и фабричных центров без войск, а меж тем в них развилась сильная пропаганда, на заводах прекратили работу и стали изготавливать оружие и формировать новые отряды.
Между тем весной 1863 года восстание охватывало новые районы, начали появляться во множестве новые повстанческие отряды под командованием бывших кадровых офицеров регулярных войск, как Российской империи, так и различных стран Европы. Результатом этого стало установление во многих повстанческих отрядах правильной военной организации, что значительно усилило их боевую эффективность. К маю 1863 года общее количество повстанческих отрядов единовременно действовавших на всей охваченной мятежом территории колебалось от 80 до 100 единиц.
С февраля — марта 1863 года (в основном благодаря деятельности в Пруссии комитета Дзялынского) в зону, охваченную восстанием, стали прибывать добровольцы из различных стран Европы. К декабрю 1863 года более 600 человек прибыло из Италии в том числе и герой Рисорджименто Франческо Нулло. Более 1000 человек прибыло из Венгрии. От 100 до 300 человек прибыло из Франции. Сами же правительства этих стран заняли позицию фактически антирусского нейтралитета или на словах выступили в поддержку польских повстанцев, не предоставив, однако, какой-либо реальной помощи.
В марте 1863 года Национальному правительству удалось договориться с представителями радикального крыла организации «Земля и воля» во главе с И. В. Кеневичем о разжигании восстания в Поволжье, дабы отвлечь часть регулярных войск из края, но заговор был раскрыт и окончился неудачей.
Попытки Национального правительства добиться значительной поддержки мятежа со стороны крестьянства как в Царстве Польском, так и в Западном крае, несмотря на все обещанные после победы восстания преобразования и привилегии, также не имели серьёзного успеха, крестьянам были непонятны расплывчатые идеи восстания, и лишь около 20 % лиц, поддержавших мятеж на всей охваченной им территории, были выходцами из крестьянского сословия.
Всего же общая численность людей, поддержавших восстание на всей охваченной им территории, распределяется следующим образом. В Царстве Польском в разное время были членами повстанческих отрядов и оказывали различного вида помощь восставшим от 150 000—200 000 до 400 000 человек. В Северо-Западном крае от 72 000 до 77 000 человек. В Юго-Западном крае лишь чуть более 3000 человек.
Пик общей численности личного состава повстанческих отрядов на всей территории, охваченной мятежом, был достигнут в мае 1863 года и составлял около 50 000 человек (30 000 в Царстве Польском, 15 000 в Северо-Западном крае от 3000 до 5000 в Юго-Западном крае). В конце августа 1863 года в повстанческих отрядах сражались уже лишь около 25 000 человек. В конце сентября 1863 общая численность повстанцев снизилась до 15 000 человек, в октябре до 10 000, в ноябре до 8000, в декабре до 7000, а в январе и феврале 1864 в повстанческих отрядах в общей сумме сражалось уже лишь около 5000 и около 3000 человек соответственно. На конец апреля — начало мая 1864 года общая численность всё ещё остававшихся в лесах повстанцев на всей охваченной мятежом территории не превышала 1000 человек.
Количество русских войск в крае, наоборот, увеличилось за время восстания более чем в 3,5 раза с 60 000 в январе 1863 года до 220 000 к осени 1864 года.
Разгар военных действий приходится на май — август 1863 года, Отдельных столкновений, по официальным донесениям, было в 1863 году — 547, в 1864 — 84, всего 631. Несмотря на отдельные неудачи (например бой под Жиржином), общий перевес остался на стороне русских регулярных войск, так как все победы повстанцев имели лишь тактический или кратковременный локально-стратегический характер (например, бой в Сосновце).

## Боевые действия в Царстве Польском

### Кампания Леона Франковского 10 (22) января — 27 января (8 февраля) 1863 года.
Леон Франковский был самым молодым из официальных повстанческих командиров восстания. Его отряд насчитывал около 100 человек, и действовал сначала в Люблинском, а затем в Свентокшиском воеводстве.
С осени 1862 года комиссар Люблинского воеводства.
В самом начале восстания он организовал отряд студентов из Пулав (числом не более 100 человек) и стал командиром этого отряда.
11 (23) января без боя взял Казимеж-Дольны и 12 (24) января разгромил русский отряд при Курове захватив лошадей и 40 тысяч рублей. Военного значения стычка не имела, вскоре повстанцы оказались под угрозой полного окружения регулярными войсками и ушли на юг, а затем перешли Вислу.
Мятежники разместили свой лагерь в окрестностях Сандомира недалеко от деревни Слупча на границе Люблинского и Свентокшиского воеводств.
27 января (8 февраля) отряд Франковского был полностью уничтожен при Слупче (недалеко от Сандомежа) отрядом подполковника Медникова. Сам Леон Франковский был ранен и пленён в этой битве.
Приговорён к смертной казни через повешение. Казнён в Люблине 4 (16) апреля 1863 года.

### Кампания Аполинария Куровского 10 (22) января — 11 (23) февраля 1863 года
Отряд повстанческого полковника Аполинария Куровского насчитывал от 200 до 2500 человек и действовал в районе Калецкого и части Малопольского воеводства.
В ночь с 22 на 23 января 1863 года Аполинарий Куровский во главе отряда из 200 плохо вооружённых мятежников занял Карчувский монастырь в Свентокшиских горах. Однако, узнав о значительной концентрации регулярных войск в Кельце, был вынужден отказаться от нападения на местечко в связи с недостатком сил и оружия в отряде. После этого Куровский распустил часть отряда, а с теми, кто пожелал остаться, в том числе со своим заместителем Войцехом Бехоньским двинулся на юг. 13 (25) января 1863 года Куровский во главе отряда из нескольких десятков мятежников соединяется с отрядом мятежников под руководствам Игнатия Доборского. Совместно они приняли решение создать в лесах окрест города Ойцув лагерь для накопления людских и материальных ресурсов.
15 (27) января мятежниками Куровского без боя занят город Енджеюв, однако уже 18 (30) января 1863 года местечко пришлось оставить в связи с приближением значительных сил регулярных войск. Отряд Куровского общим числом до 250 человек, уйдя на юг, из-за бездействия регулярных войск в регионе 24 января (5 февраля) занял железнодорожную станцию «Мацки», разоружив охранявший её взвод из 6 солдат во главе с капитаном Тайновским. Мятежники обрезали телеграфное сообщение с Сосновцем, захватили паровоз и 34 000 рублей, благодаря чему уже 26 января (7 февраля) им удалось с боем занять сам город, где повстанцами также были захвачены немалые трофеи — 40 лошадей, более 100 единиц огнестрельного оружия и 97 000 рублей, которые немедленно были переданы Национальному правительству.
Уже 28 января (9 февраля) 1863 года отряд Куровского без боя занял Ойцув, где создал пункт для накопления людских и материальных ресурсов. К середине февраля благодаря бездействию регулярных войск в регионе отряд Куровского возрос до 2500 человек. 4 (16) февраля мятежниками Куровского была занята Скала. После этого Куровский, узнав о том, что в Мехуве находятся всего две роты регулярных войск из состава Смоленского полка под командованием майора Нелепина, так как местный воевода князь Багратион с остальными войсками выступил 2 (14) февраля с намерением отрезать повстанцев от австрийской границы, лишив их таким образом людских и материальных пополнений, решил внезапным ударом с юга и запада занять город.
Однако из-за непредусмотрительности Куровского уже 5 (17) февраля 1863 его отряд терпит серьёзное поражение под Мехувом, потеряв из 2500 около 400 человек убитыми, ранеными и пленными, после чего мятежники Куровского начали поспешное отступление на север, намереваясь уйти в Свентокшиское воеводство на соединение с силами генерала Лангевича. Однако из-за этой фатальной ошибки мятежникам Куровского не удалось сохранить контроль и над Ойцувом. Оставленный там арьергард из 200 мятежников под командованием полковника Юзефа Новака, услышав о поражении, уже в ночь на 6 (18) февраля начал отступление из города на северо-восток. Однако, несмотря на почти полное окружение регулярными войсками, 8 (20) февраля 1863 года мятежники Новака после боя под Жарновцем смогли прорваться и соединиться с отрядом Антония Езёраньского, находившегося тогда в Радкуве. 10 (22) февраля 1863 года мятежниками в спешке был покинут и Сосновец.
В результате полной неорганизованности отступления и ряда допущенных Куровским ошибок всего около 600 мятежникам удалось уйти от преследования регулярных войск и вместе со своим командиром присоединиться к отряду генерала Мариана Лангевича.
Занявшие Ойцув регулярные войска захватили многих оставленных там мятежников в плен (всего около 60 человек), кроме того, ими были захвачены документы и списки личного состава отряда Куровского, несколько обозов с едой и почти всё огнестрельное оружие повстанцев.
За эту фатальную ошибку Аполинарий Куровский 11 (23) февраля 1863 был снят с должности командующего и вызван в Краков на заседание революционного суда. Остатки его отряда влились в состав сил генерала Лангевича и более не принимали участие в восстании как самостоятельная боевая единица.

### Кампания Владислава Цихорского и Зыгмунта Падлевского 10 (22) января — 10 (22) апреля 1863 года
10 (22) января 1863 года Владислав Цихорский получил звание полковника повстанческих войск, после чего во главе отряда, в основном состоящего из представителей малоземельной шляхты и насчитывавшего около 50 человек, без боя занял местечко Высоке-Мазовецке, затем, пополнив отряд добровольцами, уже 12 (24) января занял Тыкоцин, где мятежники оборвали телеграфное сообщение и изъяли в арсеналах местного гарнизона большое количество огнестрельного оружия. Тем не менее попытка вывезти с собой артиллерию оказалась безуспешной и мятежники ограничились выводом её из строя.
15 (27) января отрядом Владислава Цихорского, возросшим в численности до 670 человек, был занят железнодорожный вокзал в Чижеве, однако овладеть всем местечком не удалось, и уже 16 (28) января отряд с потерями оставил железнодорожный вокзал. Однако 17 (29) января мятежники Цихорского заняли местечко Цехановец, где получили значительное пополнение людьми и боеприпасами, а численность отряда увеличилась до 800 человек. Мятежники оставили местечко 21 января (2 февраля) 1863 года под натиском регулярных войск. После этого отряд Цихорского по приказу Национального правительства пошёл на соединение с отрядом Романа Рогинского и занял Семятичи 23 января (4 февраля) 1863 года, где численность отряда на короткое время удалось увеличить до 3000 человек.
Однако после ожесточённых боёв за город с регулярными войсками вечером 26 января (7 февраля) Цихорский с остатками своего отряда (около 700 человек) отступил в Белую пущу, где стал лагерем. 15 (27) февраля 1863 года его отряд был атакован регулярными войсками у деревни Пшетич, где вновь понёс значительные потери и был вынужден отступить на следующий день в направлении Пултуска, преследуемый много превосходящими силами регулярных войск.
18 февраля (2 марта) 1863 года Владислав Цихорский передал командование отрядом Зыгмунту Падлевскому, а сам остался в отряде в качестве рядового бойца, участвуя в боестолкновениях с регулярными войсками под Домбровами 24 февраля (8 марта), Мышковицами 25 февраля (9 марта) и Хожелем 3 (15) марта 1863 года. 9 (21) марта 1863 года отряд был практически разбит регулярными войсками под командованием полковника Валуева у местечка Радзанов, потеряв 25 человек убитыми и до 100 ранеными и пленными против 4 убитых и 8 раненых у русских. После этого Владислав Цихорский бежал в Пруссию.
Падлевский попытался отвести остатки отряда на юго-запад, и ещё около месяца ему удавалось уходить от преследования регулярных войск, ввязываясь в незначительные стычки с ними и совершая диверсии. Падлевский рассчитывал на поддержку мятежа местным населением, однако эти надежды оказались тщетными, так как мятежники Падлевского ранее казнили нескольких крестьян за помощь в подавлении мятежа, что только озлобило местное население по отношению к повстанцам. Тогда он решил вести свой отряд, которому по-прежнему катастрофически не хватало оружия и людских резервов, к прусской границе, так как получил дезинформацию о том, что в районе деревни Божемин со стороны Пруссии границу должен перейти значительный отряд мятежников с большим количеством оружия, боеприпасов и продовольствия.
В итоге утром 9 (21) апреля 1863 года Падлевский в сопровождении четырёх бойцов своего отряда из личной охраны на лошадях выехал из Масловки по направлению к Божеминам. В ночь на 10 (22) апреля они в указанном месте встречи наткнулись на казачий патруль. Падлевский пытался откупиться от казаков, предлагая им взятку сначала в 100, а затем и в 500 рублей, но получил отказ. Найдя при обыске повозки документы за печатью Национального правительства и белую конфедератку, которую Падлевский собирался надеть при встрече с несуществующим повстанческим отрядом, патруль задержал путников и препроводил их в Липно. После ряда допросов Зыгмунт Падлевский был приговорён к смертной казни через повешение и казнён 3 (15) мая 1863 года.

### Кампания Игнатия Мыстковского и Кароля Фрыче 11 (23) января — 11 (23) мая 1863 года
Отряд майора, позже подполковника повстанческих войск Игнатия Мыстковского насчитывал в разные периоды от 50 до 1.200 человек, и действовал в центральной части Мазовецкого воеводства. Назначенный в Варшаве в начале восстания майором повстанческих сил, Мыстковский днём 11 (23) января 1863 года с отрядом из 50 сподвижников прибыл на поезде в местечко Малкинья-Гора. Проведя в селении 2 дня и проведя значительную агитацию среди местной молодёжи, ему удалось увеличить численность своего отряда до 200 человек. После этого 13 (25) января отряд Мыстковского прибыл в Чижев, однако практически сразу мятежники покинули его и отправились в Белую пущу, которая задумывалась ими как место концентрации сил и средств. Расположив там свой лагерь, повстанцы в течение нескольких дней получили подкрепление, состоящее из добровольцев общим числом до 70 человек.
Тем временем, регулярные войска, узнав о концентрации мятежников в Белой пуще и об угрозе диверсий на Петербурго-Варшавской железной дороге, боясь быть отрезанными от снабжения, отправили в регион значительные силы, которые были расквартированы в Пултуске. Однако точное местоположение лагеря мятежников долго не удавалось определить из-за труднопроходимой местности. Тем временем 16 (28) февраля 1863 года отряд Мыстковского впервые вступил в бой с регулярными войсками, атаковав незначительную русскую охрану, патрулирующую железнодорожный мост через Буг. После уничтожения охраны мятежникам удалось разрушить железнодорожное полотно, однако на подрыв самого моста у мятежников не хватило взрывчатых веществ.
В ночь с 22 на 23 апреля (4 на 5 мая) 1863 года отряду Мыстковского удалось организовать удачную засаду под Стоком и разгромить русский гусарский эскадрон, захватив много амуниции и лошадей. За это победу Национальное правительство присвоило Игнатию Мысковскому звание подполковника повстанческой армии. Затем, 25 апреля (7 мая) девяти сотням повстанцам из его отряда удалось соединиться с 300 восставшими из отряда Поликарпа Домбровского (брата Ярослава Домбровского). В итоге повстанческое соединение достигло максимальной численности в 1.200 человек.
Затем отряд направился вдоль железной дороги на северо-запад. 27 апреля (9 мая) 1863 года 35 повстанцев из его отряда под командованием Кароля Фрыче успешно захватили русский обоз с амуницией в районе деревни Ласковица, перебив всех сопровождающих его солдат регулярных войск.
1 (13) мая 1863 года у населённого пункта Кетлянка отряд Мыстковского попытался организовать засаду на поезд, перевозивший 360 солдат гренадерского полка под командованием генерал-майора Николая Толла и большое количество оружия на железнодорожную станцию Малкиня. Однако местный путевой обходчик Суходольский, ранее заметивший приближение отряда, за денежное вознаграждение рассказал о готовящейся засаде русским таможенникам на станции, а те по телеграфу передали информацию машинисту. В результате поезд затормозил на несколько десятков метров раньше, и сами атакующие оказались в засаде. В завязавшейся перестрелке были убиты 40 повстанцев, включая Игнатия Мыстковского, ещё 25 были ранены и более 80 взяты в плен. Остальные, поняв, что поражение неизбежно, начали разбегаться в разных направлениях. Некоторые укрылись в лесах и окрестных деревнях, остальных же собрал на следующий день единственный оставшийся в живых офицер из отряда Кароль Фрыче, который назначил себя новым командиром отряда и увёл остатки соединения за Буг, к деревне Доугосядло, где они встали лагерем в лесу. Отряду удалось организовать ряд незначительных диверсий против регулярных войск.
Однако уже 11 (23) мая 1863 года их лагерь у деревни Ляска подвергся внезапной атаке русских войск. В ожесточённом бою почти все бунтовщики были убиты либо взяты в плен. Горстке оставшихся в живых удалось вырваться с поля боя и, унеся с собой на носилках тяжело раненного Фрыче, переместиться к деревне Порэда, где Фрыче умер от тяжёлых ранений на следующий день. Оставшиеся в живых повстанцы распустили отряд.

### Кампания Антония Езёранского 11 (23) января — 20 мая (1 июня) 1863 года
Отряд полковника, затем генерала Антония Езёранского (двоюродного брата Яна Езёранского), насчитывал в разные периоды от 375 до 820 человек. Действовал сначала в районе Равского воеводства (ныне часть Лодзинского воеводства), затем был частью отряда Лангевича, действуя в районе Малопольского воеводства, затем после бегства Лангевича и переформирования действовал в Люблинском и Прикарпатском воеводстве.
11 (23) января присягнул на верность Национальному правительству. Назначен командующим всеми повстанческими соединениями в районе Равского воеводства (ныне часть Лодзинского воеводства). Единственный из повстанческих командиров хотя бы частично справившийся с первоначально поставленной задачей — создать опорный пункт для сбора и накопления людских и материальных ресурсов.
Собрав в свой отряд около 375 человек, он соединился с отрядом братьев Александра и Франтишека Соколовских и 4 февраля 1863 года на некоторое время получил контроль над частью Равы-Мазовецкой. Однако полностью занять город не удалось, так как Езёранский, вовремя получив информацию о приближении значительного числа регулярных войск, ограничившись освобождением политических заключённых из местной тюрьмы и захватом оружия на складах местного гарнизона, приказал в спешке оставить местечко.
После битвы повстанцы из отряда Езёранского ушли на юг. Вскоре он получил приказ двигаться на соединение с отрядом генерала Мариана Лангевича. По пути Езёранский объединил под своим командованием несколько более мелких повстанческих отрядов и вступил в ряд незначительных стычек с мелкими отрядами регулярных войск. Наконец 10 (22) февраля 1863 года отряды Езёранского соединились с отрядами Лангевича. Однако спустя 2 дня объединённые отряды, потерпев от регулярных войск поражение под Малогощем, были вынуждены в спешке начать отступление на юг в Малопольское воеводство.
Его отряд участвовал в бою у Песковой Скалы 20 февраля (5 марта) 1863 года, а на следующий день в бою под Скалой. После этого вместе с Лангевичем он ушёл в Меховский уезд и расположил свой отряд у села Гоща. Однако после того, как Лангевич 26 февраля (10 марта) провозгласил себя диктатором восстания и назначил Езёранского генералом, у последнего с Лангевичем возник конфликт: Езёранский выступил против диктатуры Лангевича и в знак протеста в ночь с 27 на 28 февраля (с 11 на 12 марта) 1863 года увёл свой отряд на территорию Австрийской империи.
После бегства Лангевича Антоний Езёранский, назначенный главнокомандующим всеми повстанческими силами в Люблинском воеводстве, в апреле 1863 года вернулся в зону боевых действий с отрядом из 800 хорошо обученных и вооружённых повстанцев.
1 мая (19 апреля) и 6 мая (24 апреля) выиграл два сражения с регулярными войсками под Кобылянкой. Однако значительные потери его подразделения и поражение у Хуты-Кшешовской 29 апреля (11 мая) 1863 года заставили его вновь направиться в Галицию. В середине мая 1863 он вновь увёл остатки своего отряда на территорию Австрии, где распустил его 20 мая (1 июня) 1863 года, так как, по собственным словам, «не увидел смысла в собственных тактических победах» и перестал видеть толк в продолжении вооружённой борьбы. В тот же день был обвинён ПНП в предательстве, «намеренном пораженчестве», снят со всех постов и лишён всех званий и должностей. Арестован австрийцами в 1864 году.

### Кампания Марцина Бореловского 10 (22) января — 25 августа (6 сентября) 1863 года
Отряд повстанческого полковника Марцина Бореловского насчитывал в разные периоды от 150 до 700 человек. Действовал он в Люблинском и Подляском воеводствах.
С началом восстания в январе 1863 года Марцин Бореловский присягнул на верность созданному Польскому национальному правительству, которым был произведён в полковники и назначен командующим всеми повстанческими силами в Люблинском и Подляском воеводствах. Объединил под своим началом около 300 человек. Его отряд получил звучное название «бригада Бореловского».
Повстанцы Бореловского 10 (22) марта 1863 года перебили незначительную охрану и сожгли несколько правительственных складов регулярных войск недалеко от Хрубешува.
В ответ тем же вечером из Замойской крепости вышел крупный отряд регулярных войск численностью в 7 рот пехоты и 150 казаков под командованием майора Якова Огалина с целью разогнать мятежное соединение.
Это привело к сражению 12 (24 марта) 1863 года под Краснобрудом. Из-за невыгодных для восставших условий рельефа и битвы бригада Бореловского, потеряв из 300 человек 86 убитыми и ранеными, была вынуждена отступать.
В следующий раз, 4 (16 апреля), его бригада, столкнувшись с регулярными войсками в бою под Боровыми Млынами, завершила бой ничьей.
После ничьей под Боровыми Млынами отряд полковника Марцина Бореловского был вынужден временно отступить на территорию Австрии, однако через некоторое время вернулся на территорию Люблинщины, укомплектованный вооружением и новобранцами.
Из-за недостатка живой силы и боевого опыта Бореловский опасался ввязываться в крупные сражения, ограничившись партизанскими вылазками и боестолкновениями с незначительными отрядами противника. Наиболее крупным из них был бой у села Юзефув 12 (24) апреля 1863 год, в котором повстанцы потеряли 27 человек убитыми, в том числе и знаменитого польского поэта Мечислава Романовского, который сражался в отряде Бореловского. Ещё 13 мятежников попали в том бою в плен.
16 (28) апреля 1863 года отряд Бореловского соединился с отрядом капитана повстанческих войск Сигизмунда Кусковского, и их общие силы стали насчитывать 180 человек. Этот немногочисленный отряд провёл ряд рейдов и диверсий против регулярных войск и вновь обратил на себя внимание. Против Бореловского и Кусковского был направлен отряд русских войск, который нагнал уходящих от преследования повстанцев в окрестностях деревни Хруслина. После боя под Хруслиной повстанческий отряд сумел уйти от преследования и соединиться с другими группами у Гарволина.
Летом 1863 года по приказу национального правительства вместе со своей бригадой перешёл австрийскую границу, чтобы пополнить наличные силы. В итоге к августу 1863 года бригада Бореловского насчитывала около 700 человек личного состава.
В середине августа 1863 года получил приказ возвращаться в зону, охваченную восстанием. В ночь 13 на 14 (25 на 26) августа получил незамедлительный приказ национального правительства выдвинуться на помощь разбитому 12 (24 августа) в бою под Файславицами отряду Михала Гейденрейха. Соединившись по пути с отрядом Каятана Тешковского и отрядом венгерских конных добровольцев из 30 человек под командованием Эдуарда Нярого, Бореловскому удалось объединить под своим командованием около 1.230 человек. 22 августа (3 сентября) этот отряд повстанцев столкнулся с русским отрядом майора Н. Штремберга в кровопролитном сражении под Панасовкой, в котором обе стороны заявили о своей победе.
После сражения Тешковский и Бореловский, однако, вновь разъединились. Тешковский со своим отрядом отошёл на северо-запад, а Бореловский на юг, в направлении Горая.
Во время отдыха в Отроче его бригада была атакована отрядом казаков, Бореловский был вынужден отойти ещё южнее, в направлении на Батож, где уже 25 августа (6 сентября) 1863 года весь его отряд был полностью разбит, попав в засаду регулярных войск на Совиной Горе.
В ожесточённой перестрелке был убит и сам Марцин Бореловский.

### Кампания Казимира Мелецкого 27 января (8 февраля) — 10 (22) марта 1863 года
Отряд полковника Казимира Мелецкого насчитывал в разные периоды от 320 до 1000 человек и действовал на границе Великопольского и Лодзинского воеводств. Мелецкий одним из первых из фракции «белых» поддержал мятежников. Он пожертвовал Национальному правительству 15 000 рублей из личных сбережений и присягнул ему на верность. Национальное правительство в свою очередь присвоило Мелецкому чин полковника повстанческих войск, назначив того командующим всеми соединениями восставших в Мазовецком воеводстве.
27 января (8 февраля) он принял командование над отрядом из 500 человек, собранным Витольдом Улатовским в окрестностях Пшедеча. На следующий день восставшие обезоружили немногочисленную охрану и разграбили несколько складов регулярных войск с оружием и боеприпасами в самом городе, а всё, что не успели и не смогли забрать с собой, уничтожили. В ответ на эту диверсию против Мелецкого из Влоцлавека выступил отряд майора Нелидова, который нагнал повстанцев 29 января (10 февраля) 1863 года у деревни Цеплины и заставил их в ходе длившегося несколько часов боя отступить с потерями в 18 человек убитыми и несколько десятков ранеными. Мелецкий с остатками отряда отступил в Любостовский лес, где сумел в течение недели восстановить силы и продолжить вооружённую борьбу.
В ночь на 8 (20) февраля Мелецкий с отрядом из 400 человек соединился у деревни Радзёвой с конной группой (37 человек) генерала Л. Мерославского, разбитого днём ранее в Кшивосондзском лесу отрядом регулярных войск под командованием полковника Ю. И. Шильдер-Шульднера. Объединённые отряды стали лагерем в лесу между деревнями Троячек и Нова-Весь, где были наголову разбиты Шильдер-Шульднером 9 (21) февраля 1863 года. Тем не менее Мелецкий, вероятнее всего по договорённости с «белыми», не одобрявшими диктатуры Мерославского и желавшими поставить во главе мятежа своего человека, в самый разгар боя организованно увёл большую часть своего отряда на территорию Пруссии.
Пробыв в Пруссии всего несколько дней, 15 (27) февраля Мелецкий вернулся на территорию, охваченную мятежом, с отрядом из около 320 человек. Утром 17 февраля (1 марта) он соединился с отрядом из 270 человек под командованием Антония Гарчинского, днём ранее перешедшим прусско-российскую границу, их объединённые силы достигли 600 человек. Однако возникшие практически сразу между Гарчинским и Мелецким разногласия по поводу главнокомандования объединёнными силами привели на следующий день к бою под Добросолово, в котором повстанцы из-за разрозненности действий потерпели сокрушительное поражение от объединённых отрядов регулярных войск под командованием майоров Москвина и Дымана, и были вынуждены остатками своих подразделений беспорядочно отступить в Пруссию.
Тем не менее, в ночь с 2 на 3 (14 на 15) марта Мелецкий вновь вернулся в Царство Польское со свежесобранным отрядом и развернул не менее энергичную компанию против регулярных войск в Оссовецких и Казимежских лесах. Уже 4 (16) марта его отряд участвует в перестрелке с небольшим отрядом русских войск у деревни Голина, заставив тот отступить с потерями. На следующий день он, организовав удачную засаду против незначительного отряда регулярных войск у Горани в окрестностях Влоцлавека, вновь обращает на себя внимание русских. 8 (20) марта 1863 года Казимир Мелецкий в Казимежских лесах соединяется с более мелкими отрядами Эдмунда Каллера и Владислава Мицкевича, в результате их общие силы возросли по польским данным до более чем 1000 человек. Однако уже через два дня — 10 (22) марта 1863 года объединённые отряды терпят сокрушительное поражение под Шлеснем от отрядов регулярных войск под командованием князя Витгенштейна и майора Нелидова В ожесточённом сражении Мелецкий получил тяжёлое ранение в позвоночник и в обездвиженном состоянии был эвакуирован бегущими с поля боя мятежниками в Пруссию, завершив собственную кампанию и своё фактическое участие в восстании. Умер от гангрены в больнице Мамлича 27 июня (9 июля) 1863 года.

### Кампания Теодора Цешковского 10 (22) февраля — 29 марта (10 апреля) 1863 года.
Отряд подполковника (позже полковника) Теодора Цешковского насчитывал в разные периоды от 200 до 500 человек и действовал в Силезском и Малопольском воеводствах.
Изначально служивший в отряде полковника Аполинария Куровского, Теодор Цешковский в феврале 1863 года сформировал отряд из 200 человек и возглавил его. Вместе со своим новым отрядом он без боя занял местечко Севеж, где получил подкрепление и продовольствие, оттуда направился в Козегловы, затем отряд также прошёл через деревню Каменица-Польская и вошёл в Бляховню через часть местечка под названием Тшепизоры. После недолгого отдыха Цешковский отправился в деревню Трусколасы.
Утром 14 (26) февраля 1863 года отряд появился в окрестностях местечка Панки. После занятия промышленного района Панков повстанцы разместились в домах рабочих, а также получили от них продовольствие и подкрепление из нескольких десятков рабочих и крестьян, ставших добровольцами. 14 (26) февраля 1863 года Цешковский со своим отрядом провёл сражение под Панками, в котором потерял около 50 человек убитыми и ранеными, против всего 1 убитого и нескольких раненых у русских. Тем не менее в последний момент сумел вывести своё подразделение с поля боя, чем спас его от полного разгрома.
После сражения, вынужденный 16 (28) февраля 1863 года отступить с отрядом из 300 человек в Мышкув, Цешковский сумел одержать победу в последовавшем 17 февраля (1 марта) 1863 года бою за местечко, понеся, однако, при этом значительные потери. Тем не менее, уже 18 февраля (2 марта) 1863 года отряд Цешковского покинул местечко в связи с приближением значительных сил регулярных войск под командованием генерала Шаховского и, соединившись с отступающим после поражения под Малогощем отрядом генерала Мариана Лангевича, принял участие в бою у Песковой Скалы. Затем, некоторое время пробыв со своим отрядом при штабе генерала Лангевича, 28 февраля (12 марта) 1863 года оставил Гощу и отделившись от Лангевича вместе с отрядом, возросшим в численности до 500 человек, уже на следующий день без боя занял Пётркув-Трыбунальски.
Уже 2 (14) марта 1863 года отряд Цешковского разоружил незначительный охранный гарнизон из 8 человек и занял местечко Ново-Радомск, где повстанцы конфисковали около десятка лошадей и 6000 рублей в местном казначействе. В тот же день из Ченстохова для разгрома мятежников Цешковского вышел отряд регулярных войск под командованием князя Багратиона. Из Олькуша с той же целью ранее выступил отряд генерала Шаховского. В сложной военной обстановке мятежники были вынуждены оставить Ново-Радомск и отступать на юго-восток. Отряду Цешковского при отступлении удалось разрушить железнодорожные мосты в местечках Лазы и Заверце, а также обрезать телеграфное сообщение между этими населёнными пунктами. Тем не менее, это лишь ненадолго замедлило русских, и уже 10 (22) марта 1863 года в лесу у деревни Кузница-Маслоньска отряд майора Лео, находящийся при войсковой группе князя Багратиона, нагнал и внезапно атаковал мятежников Цешковского, нанеся им значительные потери. В частности, в бою и при отступлении повстанцы потеряли убитыми, ранеными и пленными более 120 человек против 4 убитых и 13 раненых у русских, они были вынуждены также бросить обоз с оружием и продовольствием.
После этого остатки отряда Цешковского, всё так же преследуемые регулярными войсками, направились к местечку Радошевице. Переправившись через несколько дней после поражения через реку Варта в местечке Дзялошин, они сожгли за собой мост, затем без боя заняли деревню Лисовице, где отряд был пополнен людьми и продовольствием и снова вырос в численности до 500 человек. В ночь на 15 (27) марта повстанцы вступили в Радашковице, где их принял местный войт Людвик Немоевский, сочувствующий восставшим. Штаб отряда Цешковского, как и сам командир, разместился в доме Немоевского. Тем не менее, в тот же день, около 10 часов утра мятежники были атакованы отрядом регулярных войск под командованием майора Писанко в количестве 400 человек пехоты и 100 казаков. Понеся потери (не менее 10 убитых и 9 пленных), повстанцы были вынуждены отступить в направлении Кельчиглува. Немоевский за поддержку мятежа и укрывательство раненых мятежников был взят под арест.
Уже 29 марта (10 апреля) 1863 Теодор Цешковский с конным отрядом из 28 человек попал в засаду эскадрона казаков у деревни Брошетин. Потеряв в ожесточённом бою 6 человек убитыми, мятежники попытались оторваться от преследования, в этот момент Цешковский был тяжело ранен в грудь пулей, выпущенной из револьвера капитана Рафаловича, и вместе с ещё двумя мятежниками взят в плен правительственными войсками. В тот же вечер Цешковский умер от ран в лазарете регулярных войск, находящемся в деревне Лесняки-Хабельские. После гибели командира его повстанческое подразделение самораспустилось, часть мятежников разошлась по домам, другая примкнула к иным повстанческим отрядам.

### Кампания Эдмунда Тачановского 5 (17) апреля — 17 (29) августа 1863 года
Повстанческое соединение полковника, позже бригадного генерала Эдмунда Тачановского насчитывало в разные периоды от 1200 до 2000 человек. Действовало изначально в Великопольском воеводстве, затем в Лодзинском воеводстве.
Эдмунд Тачановский присоединился к восстанию лишь в конце марта 1863 года, прибыв с территории Великой Польши, находившейся под управлением Прусского Королевства. По прибытии сразу получил звание полковника и с 5 (17 апреля) 1863 года командовал крупным повстанческим соединением. Его отряд действовал в Великопольском воеводстве и 17 (29 апреля) 1863 года нанёс поражение русским войскам в сражении под Пыздрами, однако в тот же день другой отряд мятежников под командованием французского офицера Юнга был разгромлен русским войсками в сражении при Оссове. Через неделю 24 апреля (6 мая) отряды Тачановского без боя заняли городок Коло, однако уже 26 апреля (8 мая) 1863 Тачановский был наголову разбит под Игнацево, и вынужденно с остатками отряда отступил в Лодзинское воеводство, где начал собирать новые силы.
В конце мая 1863 года Национальное правительство присвоило Эдмунду Тачановскому звание бригадного генерала и назначило командующим всеми повстанческими соединениями в Калишском (ныне территория разделена между Великопольским, Нижнесилезским и Лодзинским воеводствами) и Мазовецком воеводствах.
За лето вновь собрав значительные силы численностью до 1500 человек, в основном состоящие из местных крестьян и мелких шляхтичей, он безуспешно попытался занять Злочев 10 (22 августа) 1863 года, после чего ненадолго отступил к местечку Немиров, а затем к Сендзиевицам, где 14 (26 августа) перебил гусарский эскадрон, высланный для ликвидации его отряда.
После поражения русского эскадрона против Тачановского были высланы значительные силы регулярных войск, которые и привели к повторному разгрому его отряда в сражении под Крушиной 16 (28) августа — 17 (29) августа 1863 года.
Вскоре после этого (сентябрь 1863) по поручению ПНП выехал сначала во Францию, а затем в Турцию для установления связей с польскими диаспорами за рубежом и привлечения добровольцев.

### Кампания Юзефа Миневского 21 апреля (3 мая) — 25 апреля (7 мая) 1863 года
В начале мая 1863 года Национальное правительство присвоило Юзефу Миневскому, находящемуся тогда в Кракове, звание полковника повстанческих войск и назначило его командующим только что сформированным «Мазовецким корпусом» численностью около 500 бойцов (сам Миневский заявлял в своих мемуарах, что численность его отряда была 800 человек). Кроме того, в Мазовецком корпусе Миневского сражалось более 30 иностранных добровольцев, в том числе полковник Франческо Нулло и его адъютант капитан Стефано Маркетти.
Национальное правительство поставило перед Миневским задачу вторгнуться в Мазовецкое воеводство и начать там кампанию против регулярных войск. Согласно плану, Миневский со своим отрядом должен был установить контроль над железнодорожной станцией «Мацки» в районе Сосновца, после чего захватить поезд и по Варшаво-Венской железной дороге проследовать в Мазовецкое воеводство.
Однако план изначально был нарушен, так как, опасаясь разоружения отряда австрийскими властями, Юзеф Миневский начал осуществление своего плана ранее намеченного срока, не успев заготовить для отряда значительных материальных и продовольственных ресурсов. Кроме того, информацию о перемене плана действий удалось донести не всем командирам повстанцев, поэтому отряд приступил к осуществлению плана не в полном составе.
В ночь на 21 апреля (3 мая) 1863 года отряд Миневского общим числом от 500 до 800 бойцов пересёк австро-российскую границу в районе деревни Чижувка. При этом мятежникам Миневского удалось установить контроль над одним из аванпостов, разгромив небольшой отряд российской пограничной стражи. Затем большая часть отряда во главе с Миневским проследовала маршем на юго-запад через Кшешовице, где к ним примкнул отряд из 30 иностранных добровольцев под командованием Франческо Нулло. После этого мятежники встали лагерем в районе деревни Подлесье (ныне входит в состав города Буковно). 150 повстанцев были оставлены в районе захваченного ранее контрольно-пропускного пункта ожидать подкреплений с продовольствием и амуницией с австрийской территории. Однако утром 22 апреля (4 мая) 1863 года на оставшихся на границе повстанцев напал отряд регулярных войск, что привело к бою под Подлесьем, в котором, однако, мятежникам удалось одержать победу.
Тем не менее, уже вечером 22 апреля (4 мая) 1863 года отряду Миневского пришлось отступить северо-восточнее в направлении Олькуша, и стать лагерем между деревней Кшикавка и самим городом, обойдя его. Данный манёвр привёл на следующий день к разгрому Мазовецкого корпуса в бою под Кшикавкой сводным отрядом из 4-й, 7-й и 9-й рот Витебского пехотного полка под командованием А. И. Шаховского, вышедших ранее из Олькуша для ликвидации отряда Миневского. В бою Ф. Нулло был убит, его адъютант Маркетти тяжело ранен и эвакуирован частью сумевших прорваться с поля битвы мятежников в Хшанув, где и умер. Потеряв большую часть личного состава, продовольствия, боеприпасов и оружия, Миневский под давлением оставшихся в живых мятежников был вынужден прекратить свою кампанию и 25 апреля (7 мая) 1863 года c остатками своего отряда вернуться на территорию Австрийской империи.
Позже, уже на закате мятежа, Миневский в окрестностях Львова хотел сформировать новый отряд и прорваться с ним на Волынь, дабы начать новую кампанию против регулярных войск, однако, увидев, что восстание в целом терпит крах, в конечном итоге отказался от этой идеи и окончательно убыл в Париж.

### Кампания Михала Гейденрейха 12 (24) июля — 13 (25) декабря 1863 года
Отряд генерал-полковника Михала Гейденрейха насчитывал от 1500 до 2000 человек и действовал в районе Подляского и Люблинского воеводства.
Гейденрейх присоединился к восстанию лишь летом 1863 года. 12 (24) июля того же года потерпел поражение при Каниволе, но 23 июля (4 августа) одержал победу при Хруслине и 27 июля (8 августа) — в бою под Жиржином, после чего был произведён в генерал-полковники. Разбитый наголову при Файславицах 12 (24) августа, ушёл на юг. Окончательно разбитый при Порыцке 19 октября (1 ноября) и при Коцке 13 (25) декабря 1863 года, бежал за границу.

## Восстание в Юго-Западном крае
В Юго-Западном крае в конце апреля появились группы повстанцев в Волынской губернии, перешедшие из Галиции, а затем в Киевской губернии, особенно в Васильковском уезде, в имении графов Браницких. Всего на территории Юго-Западного края состоялось 35 боестолкновений регулярных войск с повстанцами. На пике восстания в Юго-Западном крае общая численность как прямых так и косвенных участников едва ли превышала 3000 человек, в том числе около 1500 были членами повстанческих формирований.
Чешский историк и политический деятель Франтишек Палацкий писал об этом так:

Те малороссы, которые, может быть, теперь вместе с поляками сражаются против русских, воюют не под знамёнами малороссийскими за политическую самостоятельность Малой Руси, но, как и поляки, за восстановление старой Польши.
— Narod. С. 44, 5 итога
В Подольской губернии восстания не было, главным образом вследствие её безлесья. В Киевском округе было русских войск до 45 тысяч. Этого оказалось не только достаточным для подавления восстания в пределах округа, но даже для помощи в сопредельных частях Люблинской и Гродненской губерний. Закарпатские русины приняли деятельное участие в разгроме повстанческих отрядов.

### Кампания Эдмунда Ружицкого 25 апреля (7 мая) — 7 (19) июня 1863 года
25 апреля (7) мая 1863 года Национальное правительство назначило Эдмунда Ружицкого командующим повстанческими силами на Галиции и Волыни. Чтоб увеличить собственную поддержу среди крестьянства, Национальное правительство выдало так называемую «золотую грамоту», по которой всем крестьянам за участие в восстании на стороне поляков обещались усадьбы и земельные наделы тех магнатов, которые не поддержат восстание. Однако и это не сильно увеличило поддержку восставших. Согласно сообщениям русского правительства, за неделю во всём Юго-Западном крае было сожжено или разграблено всего 20 магнатских усадеб, почти все их хозяева убиты местными крестьянами, которые затем перешли к повстанцам.
В итоге к 30 апреля (12 мая) 1863 года общие силы, находящиеся под командованием полковника Ружицкого, насчитывали всего 850 человек. А общее число повстанцев на всей Правобережной Украине едва ли превышало 1500 человек. Им противостояла группировка регулярных войск общим числом в 45 000 солдат и офицеров.
В течение 27—30 апреля (9—12 мая) 1863 год отрядом Эдмунда Ружицкого без боя были заняты такие местечки как Любар (9 мая) и Полонное (12 мая), где повстанцы остановились ожидая прихода подкрепления с территории Австрийской империи, которое, однако, не пришло. Позже уже в эмиграции Ружицкий назвал эти события «последним победным маршем». 4 (16) — 5 (17) мая 1863 года Ружицкий потерпел поражение под Мирополем, которое заставило Ружицкого с остатками отряда отступить 7(19) мая 1863 года на север к Новоград-Волынскому. Там ему удалось разгромить посланный на его перехват русский отряд, пленив при этом 39 человек, которые затем были отпущены.
8 (20 мая) у деревни Шаскивицы к нему присоединилось около 60 человек, с которыми он 10 (22 мая) попытался занять город Хмельник. Однако из-за недостатка сил, понеся потери, отряд был вынужден отойти на северо-запад. В итоге, с большим трудом одержав победу под Салихой 14 (26 мая) 1863 года, он был вынужден в ночь с 15 на 16 (27 на 28 мая) с остатками отряда отступить в Подольскую губернию, где однако также не нашёл поддержки среди мирного населения и вернулся на Волынь.
29 мая (10 июня) Национальное правительство присвоило Ружицкому звание бригадного генерала. После ряда поражений от регулярных войск Ружицкий 7 (19 июня) 1863 года с остатками своего отряда бежал на территорию Австрии у города Радивилов, фактический завершив восстание на Правобережной Украине.
Однако отряд Александра Яблоновского на Волыни действовал до 28 июня (10 июля) 1863 года, а отряд Исидора Коперницкого, действующий в Галиции, был разбит лишь 8 (20) октября 1863 года.

## Восстание в Северо-Западном крае
Восстанию в Северо-Западном крае предшествовали крестьянские волнения. Например, широкую известность приобрёл Лучайский бунт (1858—1861) в Вилейском уезде Виленской губернии.
Массовые манифестации прошли 12 августа 1861 года, протестующие праздновали заключение Кревской унии (14 августа 1385 года). Демонстрации прошли в Ковно, Вильно, Гродно, Могилёве, Витебске, Житомире, Каменец-Подольске, Брест-Литовске и некоторых других городах. Однако российские войска разогнали их.
Подготовка восстания на территории современных Белоруссии и Литвы с осени 1861 года осуществлял работавший в Вильне «Комитет движения». Летом 1862 года этот комитет был подчинён Центральному Национальному Комитету (ЦНК) и преобразован в Литовский Провинциальный Комитет (ЛПК). В его состав в качестве комиссара ЦНК вошёл Нестор Дюлёран (представитель консервативного крыла). Однако в октябре 1862 года главой комитета стал Константин Калиновский, а Дюлёран был из комитета исключён. У Калиновского были расхождения с ЦНК: Калиновский считал необходимым передать всю землю крестьянам и развернуть крестьянскую революцию.
Восстание в Северо-Западном крае не было настолько массовым и ожесточённым, как в Царстве Польском и датой его начала можно считать 20 января (1 февраля) 1863, когда в газете «Mużyckaja prauda» был оглашён призыв Литовского провинциального комитета во главе с Константином (Кастусём) Калиновским к крестьянам, горожанам и всем прочим слоям населения выступить на вооружённую борьбу против русских оккупантов и прочих угнетателей народа (газета в целом и опубликованный в ней призыв были на белорусском языке с использованием белорусского латинского алфавита):

Ребята!
Миновали уже времена, когда казалось всем, что мужицкая рука годится только для сохи,- теперь настало такое время, что мы сами можем писать, и писать такую правду справедливую, как Бог на небе. О, загремит наша правда и молнией полетит по свету! Пусть узнают, что мы можем не только кормить своим хлебом, но ещё и учить своей мужицкой правде.
Спрашивали и спрашивают всё, что слышно на свете, кто нам, бедным мужикам, даст свободу? Но, по правде говоря, мало кто хочет сказать так, как совесть подсказывает — по справедливости. Мы, мужики, братья ваши, мы вам будем говорить всю правду, только слушайте нас!
Москали, чиновники и многие паны будут задерживать письмо наше к вам; но найдутся люди, и из мужиков более разумные, и панского рода, и из городских, которые желают вашей свободы, вашего счастья, — они-то вам сами это письмо давать будут, чтобы вы знали, кто ваш друг, а кто ваш враг.
Оригинальный текст (бел.)Dziecinki!

Minuło uże toje, kali zdawało sia usim, szto mużyckaja ruka zdasce tolko da sachi, - ciepier nastau taki czas, szto my sami możem pisaci, i to pisaci takuju praudu sprawiedliwu jak Boh na niebi. O, zahremić nasza prauda i jak małanka pierelecić pa swieci! Niechaj paznajuć szto my możem nie tolko karmić swaim chlebom, no jeszcze i uczyć swajej mużyckoj praudy.
Pytali i pytajuć usie, szto czuwaci na swieci, chto nam biednym mużykam daść wolność? No praudu skazauszy mało chto chocze skazaci tak jak sumlenie każe - pa sprawiedliwości. My mużyki, braty waszyje, my wam budziem hawaryć cełuju praudu, tolko słuchajcie nas!

Maskali, czynouniki i mnoho panou buduć pierepyniać pismo nasze da was; no najduć sia ludzie i z mużykou razumniejszyje i z panskaho rodu i z miasteczkowych, szto choczuć waszej swabody, waszaho szczaścia, - jony to wam sami heto pismo dawaci buduć, kab wy znali chto wasz pryjaciel, a chto wasz woroch.
— Файл:Muzyckaja prauda.jpg
Для того, чтобы привлечь к восстанию крестьян, Центральный Национальный Комитет провозгласил, что безземельные крестьяне, примкнувшие к восстанию, получат после победы по 3 морга (около 2 гектаров) земли.
В начале марта 1863 года к восстанию присоединилась часть крупных помещиков и буржуазии («белые»). По инициативе повстанческого комиссара Н. Дюлёрана, 27 февраля (10 марта) 1863 г. «красный» Литовский провинциальный комитет во главе с Калиновским был расформирован. На следующий день вместо ЛПК «белые» создали Отдел руководства провинциями Литвы. Пост председателя Отдела занял виленский помещик Якуб Гейштор (1827—1897). В связи с этим Калиновский от имени ЛПК написал резкий протест против акции «белых», которую оценил как измену революции. Однако, сознавая отсутствие достаточной опоры для себя и своих сторонников, он подчинился «главе восстания» и принял назначение на должность «главного революционного комиссара Гродненского воеводства» (главнокомандующего всеми повстанческими отрядами в Гродненской губернии). После этого «белые» существенно усилили свои позиции в руководящих структурах подпольной организации в Белоруссии и Литве на губернском (воеводском) и уездном (поветовом) уровнях.
Всего за время восстания в Северо-Западном крае состоялось 237 боестолкновений повстанцев с регулярными войсками. Общее число участников восстания в Северо-Западном крае, как прямых, так и косвенных, то есть поддерживающих повстанцев, материально оценивается всего в 72 000 — 77 000 человек, из них лишь около 15 000 на пике восстания были членами повстанческих отрядов. В то же самое время в Царстве Польском цифра прямых и косвенных участников восстания, по самым минимальным оценкам, превышала 150 000—200 000 человек и могла доходить до 400 000 человек при 5 000 000 населении.
Регулярные войска в Северо-Западном крае располагали группировкой в 60 000 человек, однако уже в марте начали прибывать пополнения и к концу восстания группировка регулярных войск превышала 120 000 человек.
Из-за меньшего размаха восстания повстанцы были вынуждены отказаться от открытого вооружённого противостояния и вели партизанскую войну, действуя группками по нескольку десятков человек, нанося неожиданные удары по регулярным войскам или коммуникациям и быстро уходя от преследования.
Летом 1863 ближайший сподвижник Константина Калиновского, поручик Корпуса путей сообщения Владислав Малаховский, отдал приказ казнить в Вильне предводителя дворянства Домейко. Покушение не удалось, однако стало поводом для новых арестов среди тех, кто сочувствовал повстанцам. Против Малаховского прямых улик не было. В день покушения он находился во дворце генерал-губернатора и даже был ему представлен. Тем не менее, молодой инженер попал под подозрение. Генерал-губернатор М. Н. Муравьёв выдал ордер на его арест и назначил 10 тысяч рублей вознаграждения за его голову. Владислав Малаховский был заочно приговорён к смертной казни.

### Кампания Ромуальда Траугутта 13 (25) апреля — 1 (13 июля) 1863 года
Повстанческий генерал, позже самопровозглашённый диктатор восстания Ромуальд Траугутт поначалу оставался в стороне от вооружённой борьбы. Только в конце апреля 1863 года принял командование партизанским отрядом в лесу в окрестностях Антополя, что около Кобрина. Соединение Траугутта было незначительным, его максимальный размер в конце июня 1863 года — от 400 до 500 человек. Там отряд Траугутта около двух недель стоял лагерем собирая людские, продовольственные и материальные ресурсы. В результате в начале мая его военное соединение насчитывало уже около 200 бойцов.
Его отряд 5 (17) — 13 (25) мая 1863 года провёл три стычки с регулярными войсками под Горками. Это было единственное крупное сражение кампании Траугутта. Затем отступив с остатками своего отряда на юго-восток Пинского уезда Ромуальд Траугутт с остатками отряда расположили свой лагерь в Белинском лесу в окрестностях деревни Овсичи. Там стоянка отряда находилась в течение недели, и повстанцы получили значительное пополнения людскими и материальными ресурсами, в том числе соединившись с отрядом из 100 человек под командованием Яна Ваньковича, после чего Траугутт получил приказ Национального правительства двигаться на Волынь через юг Минской губернии.
Уже в начале июня отряд Траугутта, переправившись через реку Горынь, стал лагерем в лесу у деревни Варьяны, где на следующий день был атакован отрядом регулярных войск майора Кемера. Потеряв 17 человек убитыми и 19 ранеными и пленными против всего 2 убитых и 6 раненых у русских, Траугутт был вынужден в спешке отступить. Уже 17 (29) июня у деревни Колодное в окрестностях города Столин (Пинский уезд) отряд Траугутта подвергся внезапной атаке отряда регулярных войск в составе 2-х стрелковых рот под командованием поручика Петровского. Потеряв 7 человек убитыми, 8 пленными, оставив несколько обозов, мятежники с трудом вырвались из окружения и, сумев перейти реку Стыр, ушли на территорию северной Волыни.
Тем не менее не найдя там значительной поддержки среди населения, отряд уже через неделю был вынужден вернуться на Пинщину, и стать лагерем у деревни Колодное. Там в ночь с 30 июня (12 июля) на 1 (13) июля 1863 года повстанцы были окончательно разгромлены ротой регулярных войск под командованием майора Семигановского, потеряв в бою 30 человек убитыми и от 50 до 90 ранеными и пленными против 2 убитых и 4 раненых у русских. На следующий день Траугутт распустил около 150 оставшихся в отряде бойцов, а сам с помощью Элизы Ожешко через две недели бежал в Варшаву.
За передачу депеши Траугутту была лишена недвижимого имущества, арестована и на 4 года сослана в Тамбов художница Хелена Скирмунт.
Вскоре Ромуальд Траугутт смог взять под свой контроль все подпольные структуры в Национальном правительстве. 3 (15) августа 1863 Траугутту было присвоено звание генерала повстанческих войск. А уже 5 (17) октября 1863 он провозгласил себя третьим диктатором восстания. Он же оказался и его последним диктатором и был признан лишь частью представителей Национального правительства. В ночь на 30 марта (11 апреля) 1864 года он был арестован властями в Варшаве. Вместе с остальными лидерами восстания казнён 5 августа 1864 года.

### Виленская губерния
В феврале появились повстанцы в Виленской губернии. В Вильно приехал из Петербурга З. Сераковский, который взял позывной «Доленга». Зыгмунт Сераковский провозгласил себя Литовским и Ковенским воеводой. Во главе отряда, который насчитывал к тому времени более 3 тысяч, направился встречать высадку десанта на берегах Курляндии во главе с Теофилом Лапинским, которую организовал Центральный комитет. Однако пароход, вышедший 11 (23) марта из Лондона c 141 человеком, 3 орудиями, 2500 ядрами, 1000 штуцеров, 20 револьверами, более чем 2000 единиц холодного оружия, 50 килограммами пороха, а также с более чем 2500 комплектов одежды для повстанцев на борту, добрался до порта Мальмё в Швеции, где 18 (30) марта 1863 года на него был наложен секвестр.
Отряд Сераковского стоял на фольварке Кнебе, среди большого леса к северу от местечка Оникшты, Вилькомирского уезда. Узнав о движении русских со стороны Вилькомира, повстанцы 21 апреля (3 мая) потянулись к местечку Биржи и на пути усилились отрядами Поневежского и Ново-Александрийского уездов. 22 апреля (4 мая) в Оникшты прибыл генерал-майор И. С. Гонецкий (5 рот пехоты, эскадрон драгун и 120 казаков). Желая отрезать повстанцев от поневежских лесов, он выдвинул отряд майора Мерлина (1,5 роты пехоты, 70 казаков) на деревню Шиманцы и майора Гильцбаха (2 роты пехоты, взвод улан) к местечку Субочи; остальные 23 апреля (5 мая) перешли в Шиманцы. 25 апреля (7 мая) Мерлин настиг у д. Медейки отряд Сераковского (800 человек), опрокинул основные силы повстанцев, потеряв при этом 6 человек убитыми, и до 40 ранеными, против 40 убитых и 60 раненых и пленных у повстанцев, после чего начал преследование.
Гонецкий соединился с Мерлиным у Медеек и 26 апреля (8 мая) в 2 часа дня пошёл по следам группы повстанцев, которую обнаружил у деревни Гудишки на крепкой лесной позиции, прикрытой слева болотистым ручьём, а справа упиравшейся в деревню. Густая цепь стрелков занимала опушку леса; её подкрепляли колонны косиньеров. Здесь у Сераковского сосредоточились 3 группы, до 1,5 тысячи. Русские стрелки и спешенные казаки, открыв огонь, быстро сбили передовую цепь поляков и погнали по болотистому лесу. Повстанцы пытались устроиться, но были совершенно рассеяны потеряв 65 человек убитыми, 75 ранеными и около 50 пленными. Около 300 человек успели, однако, присоединиться к находившемуся невдалеке отряду ксёндза Мацкевича. Потери русских составили 5 убитых, 28 раненых.
27 апреля (9 мая) у д. Ворсконишки после непродолжительной перестрелки отряд Мацкевича был разбит потеряв до 80 человек убитыми, бросился бежать, регулярный войска преследовали повстанцев около 8 вёрст, почти всё время бегом. Ими отбит обоз и много оружия. Потери русских составили всего 2 убитых и 9 раненых. Гонецкий возвратился в Медейки и в тот же вечер выслал колонну в Попель и далее в Понедели. Она захватила до 120 пленных, в том числе раненых Сераковского и Колышко. Преемником Сераковского стал Игнаций Ласковский.
Между тем, 25 апреля Гильцбах двинулся на Вобольники, но отряд повстанцев в 500 человек под командованием преемника Сераковского успел отступить на северо-восток. 26 апреля Гильцбах настиг его у мызы Говенишки и рассеял отряд, потеряв 1 убитого и 12 раненых.
28 апреля (10 мая) 1863 года весь отряд Гонецкого двинулся несколькими колоннами обратно в Оникшты. Пройденная им часть Вилькомирского уезда была совершенно освобождена от повстанцев. Однако в ходе зачистки общие потери регулярных войск составили без малого 103 человека: (14 убитыми и 89 ранеными) против более чем 200 убитых, и 400 раненых и пленных у повстанцев.
Отряд Ласковского (около 200 бойцов) однако ещё более полугода продолжил пассивную партизанскую войну в губернии, участвуя в восьми боестолкновениях с русскими, и был окончательно разбит лишь 21 декабря 1863 (2 января 1864) у Ибнии, после чего командир распустив его остатки бежал в Пруссию.

#### Ход восстания в Вилейском уезде
В январе 1863 года бывший штабс-капитан царской армии Винцент Козелл-Поклевский был назначен командующим всеми повстанческими подразделениями в Вилейском уезде Виленской губернии. Однако только 20 апреля (2 мая) 1863 года в имении Сервича ему удалось собрать и возглавить отряд мятежников численностью около 70 человек. Днём 25 апреля (7 мая) на реке Двиноса в окрестностях одноимённого села им удалось соединиться с отрядом повстанцев под командованием бывшего штабс-капитана царской армии Мельхиора Чижика (78 бойцов), к ним также примкнула группа из 40 человек под командованием В. Сухоцкого, в результате чего объединённый отряд возрос в численности до 190 человек и остановившись на отдых в имении Двиносы.
Об этом регулярным войскам сообщил крестьянин деревни Погост Иван Волк, в результате чего мятежники 27 апреля (9 мая) были атакованы 2 ротами пехоты и после часовой перестрелки сумели оторваться от преследования с 2 убитыми, против 1 убитого и 1 раненого у русских. Вскоре, соединившись с остатками разбитого 23 марта (4 апреля) 1863 года у села Свечки отряда Ю. Бакшанского, Козелл-Поклевский принял решение двигаться на соединение с отрядом Болеслава Свентаржецкого действовавшего в то время в Игуменском уезде, Минской губернии.
По дороге повстанцы стали заходить в окрестные деревни, где активно призывали крестьян к участию в мятеже, однако эти призывы не возымели значительного успеха и лишь единицы пополняли вооружённое формирование. В деревне Погост повстанцы схватили ранее донёсшего на них крестьянина И. Волка и несколько дней возили его с собой показывая населению в качестве «предателя польского народа».
Утром 9 (21) мая повстанцы в количестве по разным оценкам от 200 до 300 человек вошли в местечко Долгиново, где собрав жителей на местной базарной площади, зачитали им манифест Литовского провинциального комитета и призвали поддержать восстание. Однако акция вызвала лишь неприязненную реакцию населения, но местному ксёндзу по фамилии Лодзь удалось с большим трудом уговорить восставших покинуть населённый пункт без жертв и разрушений. На следующий день повстанцы появившись в деревне Двоносе, после показательного «судебного процесса» повесили И. Волка и спалив здание сельского правления вместе со всеми документами ушли в сторону деревни Завишино. Лишь после этих событий им удалось обратить на себя внимание регулярных войск. В результате уже 16 (28) мая 1863 года отряд В. Козелла-Поклевского был наголову разбит под Владыками сводным отрядом регулярных войск под командованием полковника А. Галла . По разным оценкам в бою были убиты и умерли от ран от 58 до 110 повстанцев ещё от 13 до 25 человек попали в плен. Среди убитых был опознан и сам Козелл-Поклевский.
Остатки отряда (около 50 человек) возглавляемые М. Чижиком сумели уйти от преследования к деревне Княгинин и после недолго отдыха перешли в Игуменский уезд, где примкнули к отряду Станислава Лесковского в котором сражались до поздней осени 1863 года.

#### Ход восстания в Свенцянском уезде
Виленский повстанческий Комитет назначил военным начальником Свенцянского уезда бывшего офицера русской армии Густава Чеховича (Опора). Одновременно ему было вверено командование над создаваемым повстанческим отрядом (37 человек) возле Струнойтей.
В конце марта Чехович прибывает в Струнойти и занимается организацией военного отряда. Из толпы добровольцев формирует отряд пехоты и небольшой отряд косиньеров, командование которым доверяет Константы Косцелецкому. Во главе взводов им были назначены офицеры: Титус Шавлевич, Баранцевич и Полонский. Функции адъютанта исполнял Боркман.
Густав Чехович также создал небольшой кавалерийский отряд, который занимался исключительно разведкой и доставкой провианта.
Повстанцы, которые не имели своего оружия, получали его в месте дислокации отряда. Каждый из повстанцев мог получить жолд (плату), которая составляла 30 копеек серебром в сутки. Деньги в отряд доставлял казначей уездного Комитета Танский либо посыльные. Когда доставить деньги не представлялось возможным, Густав Чехович необходимую суму брал у обывателей со вручением квитанций с печатью Национального правительства.
В скором времени был получен приказ о выдвижении отряда в Вилейский уезд для соединения с отрядами Яна Козелл-Поклевского. Первоначально планировал в районе озера Нарочь объединиться с отрядом Леона Чеховича, а затем переместиться в Вилейский уезд.
В середине апреля во главе отряда, который насчитывал уже около 100 человек, покидает Струнойтские леса и проходит вдоль Лынтуп, Камай и Кобыльника. В конце апреля задерживается в окрестностях Нарочи.
С целью воспрепятствовать соединению повстанческих сил, князем Хованским экстренно были посланы полторы роты Финляндского полка и 20 казаков под командованием капитана Дмитриева. 4 мая капитан Дмитриев прибыл в Ижу, где остановился на ночлег, и отправил рапорт в Кобыльник. На рассвете часовые Дмитриева заметили повстанцев и сразу бросились их преследовать. Отряд Чеховича общим числом до 200 человек 5 мая 1863 был вынужден принять бой в неудобном месте — в лощине между деревнями Королевцы, Любки и Утки. В лощине отряд повстанцев был разбит, после чего за этим урочищем закрепилось название «Битый Лог». Потери повстанческого отряда составили по польским данным: 6 убитых, 8 раненых и 1 попал в плен. Среди убитых были командир косиньеров Костелецкий и ксёндз, который находился в отряде. Русские источники в свою очередь сообщают, что потери отряда Чеховича в бою составили не менее 30 человек убитыми и множество ранеными, против 2 убитых и 7 раненых у русских, из которых трое в течение двух дней скончались от ран. С остатками отряда Г. Чехович вернулся в Свенцянский уезд.
Прижатые русскими войсками, остатки отряда Густава Чеховича на протяжении 10 дней прятались в Дубникских лесах. В ночь с 29 на 30 июля отряд покидает Дубники и перебазируется в Ошмянский уезд. Между Крево и Борунами Густав Чехович встретил отряд из 80 повстанцев во главе с Каролем Ясевичем. Объединённые отряды повстанцев вернулись в Дубникские леса и возле Колодца разбили свой лагерь. С целью запутать свои следы, Густав Чехович ещё раз возле Довнаришек пересекает Вилию и возвращается в Свенцянский уезд. Через два дня возвращается под Дубники.
28 августа его отряд под Дубниками был атакован двумя ротами пехоты, 80 драгунами и 40 казаками. По причине количественного перевеса царских войск, отряд после короткого боя вынужден был отступить и скрываться от преследования. Среди повстанцев были три убитых и три раненых. Среди погибших был Кароль Ясевич, командир тыловой стражи. После боевого столкновения под Дубниками, Густав Чехович передислоцировался с отрядом в Островецкие леса Ошмянского уезда.
15 сентября 1863 года отряд Г. Чеховича (около 100 человек) выдержал бой с регулярными войсками у д. Клавитца.
После этого во второй половине сентября он решает распустить отряд. Среди тех, кто решил покинуть отряд, насчитывалось только пять человек. Через них Чехович передал письма своим родным. Сам во главе отряда, который насчитывал 35 человек, решил пробиваться в Августовский уезд Августовской губернии. В начале октября 1863 года Густав Чехович окончательно распустил отряд и бежал за границу.
После поражения в Битом Логу, Леон Чехович с частью отряда был отрезан от основных сил во главе с Густавом Чеховичем и скрылся в болотистой местности. Из-за отсутствия возможности соединиться с братом, переходит на противоположный берег реки Нарочь и отступает в Вишневские леса.
В скором времени Леон Чехович с отрядом направился на север — в направлении Кобыльника и Постав.
Когда повстанцы проходили вблизи Постав, на них напала крестьянская стража во главе с отставным подофицером Данилой Куриловым. Повстанцы, часто отстреливаясь, продолжили свой путь. 24.06.1863 в Поставы из Свенцян для поимки повстанцев прибыли две роты пехоты во главе с полковником Розлачем. Однако солдаты не обнаружили никаких следов повстанцев и вынуждены были вернуться в Свенцяны.
Повстанцы Леона Чеховича прибыли в деревню Крапивники Дисненского уезда.
26 июня 1863 года из Дисны для их поимки была направлена карательная экспедиция. Две роты разными дорогами направились к Кропивникам. Одной ротой командовал подполковник Беляев, второй — капитан Михайловский. Встреча с повстанцами произошла, едва только солдаты вошли в Кропивницкий лес.
Пути к отступлению у Леона Чеховича не было и повстанцы вынуждены были принять бой. Во время скоротечного боя большинство повстанцев погибло, 13 попали в плен, в том числе сам Леон Чехович. Заключён в Динабургскую крепость. Осуждён на 12-летнюю каторгу.
Во второй половине марта 1863 года в имении Тупальщина собрался отряд повстанцев численностью 25 человек под командованием помещика Юлиана Бакшанского, который вскоре начал действовать на границе Свенцянского и Вилейского уездов, тем не менее уже 23 марта (4 апреля) 1863 года отряд был разгромлен стрелковой ротой Таврического гренадерского полка под командованием майора Петра Колоколова в имении сочувствовавшего восставшим помещика Р. Куровского находящегося в окрестностях села Свечки (Вилейский уезд). Бакшанский вместе с четырьмя мятежниками в ходе боя был убит, ещё 4 повстанца попали в плен, имение в котором оборонялись повстанцы в ходе сражения было сожжено. Часть из уцелевших в бою повстанцев позже примкнуло к отряду В. Козелла-Поклевского.

#### Действия Людвика и Болеслава Нарбуттов 2 (14) февраля — 14 (26) мая 1863 года
1 (13) февраля 1863 года Литовский провинциальный комитет назначил Людвика Нарбутта «главным революционным комиссаром» Лидского уезда (Виленская губерния), присвоив ему звание полковника. Уже 2 (14) февраля 1863 Нарбутт начал формировать свой отряд. Изначально в д. Шауры, где Норбутт начал формировать свою повстанческую группу, к нему присоединился лишь его младший брат Болеслав Нарбутт в качестве адъютанта и шесть крестьян из их родового поместья. Затем группа из восьми человек направилась в окрестности д. Сенницы в глубине Нацкой пущи, где стали лагерем, через 2 дня, отряд насчитывал уже 32 человека.
Благодаря умелой пропагандистской работе среди местного населения вскоре распространился слух об отряде братьев Нарбуттов, в результате чего через 2 недели после начала формирования в отряде было уже около 70 человек. Вскоре благодаря работе связной Теодоры Маньчуньской в лагерь отряда стали стекаться добровольцы из Вильно и Лиды, таким образом, уже в начале марта Нарбутту удалось собрать повстанческий отряд общим числом до 250 человек.
25 февраля (9 марта) 1863 отряд Людвика Нарбутта провёл первый успешный бой против регулярных войск полковника Тимофеева у деревни Рудники, заставив русских отступить с 1 убитым и 3 ранеными и потеряв 4 человека убитыми и 10 ранеными, тем не менее захватив около десятка ружей с пулями и порохом. После этой победы отряд Нарбутта приобрёл широкую известность. Став лагерем у д. Поречица отряд Нарбутта стал ожидать подкрепления из Гродно.
2 (14) марта 1863 года около 10 часов вечера группа из 42 мятежников под командованием бывшего начальника железнодорожной станции «Гродно» капитана повстанческих войск Леона Кульчицкого атаковала Гродненский железнодорожный вокзал. Их целью был захват паровоза, с помощью которого они планировали пробиться в Поречицы к лагерю отряда Нарбутта. Однако охраняющей вокзал роте регулярных войск из состава Калужского пехотного полка под командованием штабс-капитана Макарова, удалось в ходе длившегося несколько часов боя отразить нападение мятежников, и пресечь их попытку захватить транспорт. В результате, из 42 участвовавших в нападении повстанцев, 8 были убиты, более 30 взяты в плен (из них по меньшей мере 2 ранеными), и лишь пятерым (включая Кульчицкого) удалось под прикрытием темноты скрыться в ближайшем лесу, и позже всё же присоединиться к отряду Нарбутта. Потери русских составили 2 убитых и 2 раненых.
Также через несколько дней из Микишек в лагерь Нарбутта прибыли более 30 добровольцев во главе с Михалом Андриолли.
Однако после поражения регулярных войск под Рудниками против Нарбутта были высланы значительные силы общим числом до 3000 человек с 6 пушками. Несмотря на это, отряду Нарбутта удалось сжечь несколько продовольственных складов в районе деревни Поречица. В ответ на это 29 марта (10 апреля) из Лиды на поиски мятежников выступил сводный отряд регулярных войск (2 роты Павловского лейб-гвардии полка и 50 казаков) под командованием полковника Тимофеева. 30 марта (11 апреля) им удалось окружить повстанческий лагерь в районе деревни Новый Двор у Дубицкого озера, вынудив таким образом мятежников пойти на прорыв, который, однако удался с немалыми потерями — 15 убитых, 13 раненых и пленных против 2 убитых, и 5 раненых у русских. При отступлении повстанцами также был сожжён мост через речку Корта.
Тем не менее, уже 8 (20) апреля 1863 года регулярные войска под командованием подполковника Монтейфеля, вновь нагнали мятежников Нарбутта в 25 км к северо-западу от д. Новый Двор у д. Кроты, там также случился ожесточённый бой, в ходе которого повстанцы понесли значительные потери более 40 человек убитыми и ранеными, а Людвик Нарбутт потерял коня и был ранен в руку, несмотря на это, мятежникам удалось уйти из окружения, разделившись на мелкие группы по 5-8 человек. Русские потери в бою составили 5 человек убитыми и 7 ранеными.
После этого остатки отряда Нарбутта вернулись к д. Новый Двор и стали лагерем на берегу Дубицкого озера. Первое время хитрость удавалась, и регулярные войска не могли определить местонахождение лагеря мятежников. Однако вскоре один из членов отряда, местный лесник Адам Карпович, разочаровавшийся в идеях мятежа, сообщил о расположении повстанческого лагеря русским. В результате в ночь на 23 апреля (5 мая) 1863 года мятежники были атакованы сразу с нескольких сторон отрядом регулярных войск под командованием полковника Тимофеева (3 роты пехоты, эскадрон казаков). В завязавшейся перестрелке Людвик Нарбутт получил три огнестрельных ранения в том числе в грудь и шею, от которых скончался на поле боя. Кроме него, там же остались лежать ещё 12 мятежников, в плен попали ещё 25 повстанцев (из них 6 ранеными). Остальным, удалось, разделившись на группы, вновь уйти от преследования болотами. Потери русских в ходе ликвидации отряда Нарбутта составили 10 человек ранеными.
После этого командиром остатков отряда Людвика Нарбутта стал его адъютант и младший брат Болеслав Нарбутт (1843—1889). К тому времени отряд насчитывал уже чуть более 100 человек, кроме того, мятежники были морально подавлены поражением и гибелью Людвика Нарбутта.
Несмотря на это Болеслав Нарбутт решил совершить рейд к Гродно, где надеялся набрать пополнение из жителей местных сёл, кроме того, он рассчитывал на значительный приход добровольцев из числа «Гродненской ячейки ЛПК». Отряду под командованием Болеслава Нарбутта удалось совершить несколько незначительных с военной точки зрения диверсий против регулярных войск, однако 14 (26) мая 1863 года отряд под его командованием был окончательно разгромлен в бою у деревни Ханельки в 15 км к северу от Гродно. Болеславу с горсткой мятежников удалось уйти с поля боя, после чего он распустил остатки отряда.
Сам Болеслав Нарбутт пытался бежать в Пруссию, однако был арестован в Друскининкае и приговорён к смертной казни, однако позже из-за юного возраста приговор был смягчён и заменён 15 годами ссылки в Красноярск.
Адам Карпович, предавший отряд, ненадолго пережил Нарбутта, уже 28 мая (9 июня) 1863 он был пойман повстанцами в деревне Монтаны и по приказу другого повстанческого командира Лидского уезда — Александра Парадовского (24.06.1836 — 7.02.1890) повешен за предательство.
Сам Парадовский сумел продолжить партизанскую войну в уезде до ноября 1863 года после чего распустив остатки отряда бежал за границу

### Витебская губерния

#### Подготовка и общее вооружённое выступление повстанцев
Подготовкой восстания в Витебской губернии занималась местная (воеводская) организация, сведений о которой сохранилось очень мало. Известно лишь, что она подчинялась Виленскому центру. Накануне восстания и в ходе его повстанцы распространяли на территории воеводства агитационные издания на польском, русском, белорусском и латышском языках. Главными пропагандистами и организаторами восстания в Витебске являлись Артём Вериго-Даревский и титулярный советник, переводчик в Витебской палате Уголовного суда Маврикий Карафа-Корбут.
В марте 1863 года властями был раскрыт один из центров подготовки восстания, находившийся в имении Мариенгаузен в Люцинском уезде. Его владелец А. Рык (Рыцко) содержал здесь типографию российской революционной организации «Земля и воля», складировал оружие, вёл военную подготовку кадров, все выявленные участники были арестованы.
Общее вооружённое выступление на Витебщине было назначено на 11 (23) апреля (день св. Юрия по старому стилю). Накануне мятежники, в основном, из числа молодёжи, по одному или небольшими группами выходили из Витебска, имея при себе оружие, чтобы соединиться в условленном месте. Некоторых из них армейские патрули сразу арестовали в районе почтовой станции Доманово на шоссе Витебск — Орша. В ночь с 23 на 24 апреля повстанцы попытались освободить задержанных товарищей, но безуспешно.
Бои царских войск с повстанцами произошли в Витебском, Лепельском, Оршанском, Себежском уездах, но все закончились победами царских войск.

#### Действия Леона Плятера 11 (23) — 15 (27) апреля 1863 года
Наиболее успешными в Витебской губернии были действия отряда Леона Плятера (1836—1863).
Плятер присоединился к восстанию 11 (23) апреля 1863 года по предложению другого командира повстанцев Витебской губернии — Зыгмунта Буйницкого.
13 (25) апреля группа из 6 повстанцев, включая Леона Плятера, организовала успешную засаду на военный обоз с оружием в шести километрах от местечка Креславка, Даугавпилсский уезд. В перестрелке восставшие убили трёх солдат охраны, ещё пятерым удалось бежать с поля боя. Добычей отряда стали 398 ружей, 9 револьверов и 22 единицы холодного оружия.
Затем группа Плятера направилась на юг к местечку Вишки. Тем же вечером из Креславки на поиски группы Плятера вышла гренадерская рота под командованием капитана Барсукова. Спустя несколько часов они заняли имение Скайты, принадлежащее графу Глушкину, который сочувствовал мятежникам. Рота обнаружила тайник со 148 единицами огнестрельного оружия, ранее спрятанными плятеровцами в имении. Оружие было конфисковано, а Глушкин и его сын были взяты под арест по обвинению в поддержке мятежников.
Днём 14 (26) апреля группа Плятера столкнулась в окрестностях Вишек с несколькими десятками местных крестьян, которые ранее за денежное вознаграждение вознамерились разоружить отряд Плятера и сдать его членов властям. Однако плятеровцы открыли по обступающим их крестьянам огонь из ружей, в результате чего убили одного и ранили ещё семерых крестьян, после чего остальные стали разбегаться. Вечером группа Плятера вступила в Вишки.
Однако уже утром 15 (27) апреля 1863 года на станции Дубно на плятеровцев вновь напали местные крестьяне общим числом до 50 человек. На этот раз мятежникам не удалось сдержать их натиск, все повстанцы были сильно избиты и переданы местным властям. После этого Леон Плятер и 5 его сподвижников были заключены в Даугавпилсскую крепость. Плятер был приговорён к смертной казни и расстрелян во дворе Даугавпилсской крепости в 11 часов утра 27 мая (8 июня) 1863 года.

### Гродненская губерния

#### Повстанческое руководство и численность повстанцев в Гродненской губернии
Одновременно с появлением вооружённых групп в Царстве Польском начали формироваться группы повстанцев и в соседней Гродненской губернии. В последующем Гродненская губерния была самой «горячей точкой» Северо-Западного края, и антироссийское восстание здесь приобрело довольно большой размах. На пике боевых действий общее число членов всех повстанческих формирований, действующих в губернии, превышало 5000 человек, из которых более 1500 были выходцами из крестьянства. Таким образом, мятежникам удалось добиться в Гродненской губернии наивысшей среди всех регионов, охваченных восстанием, поддержки крестьянских масс.
С марта по август 1863 года «главным революционным комиссаром Гродненской губернии», фактически главнокомандующим всеми повстанческими отрядами был Константин Калиновский. С 3 (15) августа по 16 (28) октября 1863 эту должность занимал Валерий Врублевский.
В августе 1863 г. военным начальником Августовского уезда Гродненской губернии был назначен один из известнейших повстанческих предводителей, комендант Варшавы «полковник Скала» (Ян Козелл-Поклевский).

#### Кампания Романа Рогинского 23 января (4 февраля) — 14 (26) февраля 1863 года
У местечка Семятичи собрался отряд Романа Рогинского, пришедший туда 23 января (4 февраля) 1863 года из Подляшского воеводства после ряда поражений от регулярных войск. Кроме того, туда же подтянулись отряды Владислава Цихорского и Валентия Лавандовского, собрав общие силы до 5000 человек и вознамерившись организовать в Семятичах опорный пункт для сбора людских и материальных ресурсов.
Однако после боёв 25—26 января (6—7 февраля) с отрядом генерал-лейтенанта Манюкина (7 рот пехоты, 1 сотня казаков, 4 орудия) повстанцы отступили, оставив Семятичи регулярным войскам. Цихорский и Лавандовский вернулись с остатками своих отрядов в Люблинское воеводство.
Рогинский же решил, что сможет с остатками своего отряда занять небольшое местечко Высокое, но и там Рогинского ждало разочарование, он понял, что находится в полном окружении регулярными войсками, и, отказавшись от занятия Высокого (тогда Высоко-Литовск), решил прорываться с отрядом из 200 восставших к селу Верпелье. Отряд Рогинского преследовало около 400 солдат регулярных войск с 2 орудиями под командованием полковника Янишевского.
Днём 27 января (8 февраля) повстанцы Рогинского появились в имении князя Ксаверия Сапеги в окрестностях Высокого, с предложением присоединиться к мятежу. Сапега уплатил повстанцам «добровольный сбор» в размере 6 коней, 2 охотничьих ружей и 250 рублей, однако сам в отряд вступать отказался и не позволил сделать этого никому из своих крестьян. После этого мятежники Рогинского покинули имение.
После боестолкновения у деревни Зубачи 28 января (9 февраля) 1863 года, в котором Рогинский понёс потери — около 17 убитых, один обоз и 20 пленных, — повстанцы вновь двинулись на юго-восток.
Очередное боестолкновение с регулярными войсками у деревни Королёв Мост 30 января (11 февраля) обернулась для Рогинского новым поражением, он потерял 12 человек убитыми и 20 пленными, против всего 1 убитого и 3 раненых у русских.
Однако, несмотря на это, уже утром 31 января (12 февраля) мятежники из отряда Рогинского заняли Шерешево. Там они забрали из местной конюшни 20 лошадей и 15 телег, а также похитили 93 рубля из местного сельского правления, здание которого затем сожгли.
В ночь на 1 (13) февраля 1863 года отряд Рогинского, объединённый за день до этого с отрядом помещика Станислава Сонгина общим числом до 200 человек, без боя занял Пружаны, где они захватили более 100 ружей и 1720 пуль с оружейного склада и 3 обоза с едой с продовольственного склада. Кроме того, мятежники похитили в местечковом казначействе 10 800 рублей.
Также на следующий день недалеко от Пружан, в местечке Невель, ими был разбит почтовый эскорт русских, следующий из Пинска. В итоге группой из 50 восставших были убиты 6 солдат инвалидной команды, офицер, сопровождающий почту, капитан Березневич был повстанцами тяжело ранен и, «изрубленный саблями и пиками», повешен ими на дереве. Единственный отпущенный повстанцами был кучер Кольберг, который при этом был ранен повстанцами в руку из револьвера.
В итоге засады повстанцы завладели почтовой перепиской и суммой в 55 460 рублей 58 копеек. Также восставшие забрали всех лошадей (5 штук) и сожгли карету и мост через реку Ясельда, на котором произошла перестрелка.
Затем отряд Станислава Сагина и его заместителя Бронеслава Рыльского, собравший в себе благодаря пополнению из Пружан до 250 человек личного состава, вновь двинулся на Семятичи с целью занять местечко, однако 3 (15) февраля 1863 года они были настигнуты отрядом регулярных войск у деревни Речица 2, 3 и 7 линейными ротами Псковского полка под командованием подполковника Вимберга. В ходе ожесточённого боя повстанческий отряд был разогнан. Станислав Сангин был убит, как и 83 бойца из отряда, ещё 48 восставших взяты в плен, из них 14 ранеными, в том числе и Бронеслав Рыльский. Потери русского отряда составили 2 убитых и 3 раненых.
Тем временем, несмотря на возросшую до 400 человек благодаря добровольцам численность его отряда, Роман Рогинский не решился занять Пинск, так как владел информацией о значительном гарнизоне регулярных войск с несколькими орудиями. 8 (20 февраля) его отряд разместился на севере от Пинска, в Слуцком повяте Минской губернии в окрестностях хутора Барки, где уже 14 (26 февраля) его повстанческое соединение было полностью разгромлено, после боя с отрядом регулярных войск состоящим из трёх стрелковых рот Ревельского пехотного полка под командованием полковника Павлова. Из почти 400 человек его отряда более 200 были убиты, и ещё 180 ранены или взяты в плен, потери русских 2 убитых и 10 раненых, из них двое тяжело. Сам Рогинский был ранен и около 20 вырвавшихся из окружения инсургентов из его отряда сумели на носилках пронести его через болота в Туров. Однако уже 19 февраля (3 марта) 1863 года он был выдан российским властям хозяином постоялого двора Млынским, где в одной из комнат восставшие спрятали раненного Рогинского. В тот же день его арестовали, а хозяину заплатили 50 рублей вознаграждения.
12 (23) июля 1863 года Роман Рогинский был приговорён к смертной казни через повешение. Однако ровно через месяц 11 (23) августа 1863 года по личному прошению генерал-майора Ностица приговор был пересмотрен, и суд, учитывая сотрудничество со следствием, заменил смертный приговор 20 годами каторжных работ.

#### Действия Валерия Врублевского и прочих повстанческих командиров 8 (20) марта — 16 (28) октября 1863 года
12 (24) апреля 1863 года на территории егерской школы в Сокулке, находящейся в Беловежской пуще, собрался крупный отряд повстанцев общим числом до 400 человек под командованием начальника школы подпоручика Валерия Врублевского, состоял отряд в основном из учеников егерской школы, небольшого числа солдат регулярной армии до этого охраняющих пущу, и перешедших на сторону восставших, и жителей местных сёл. Всего на вооружении отряда было 230 ружей и пистолетов с пулями и порохом изъятых в арсеналах учебного заведения, остальные были вооружены косами, вилами, топорами и заострёнными лопатами. Отряд Врублевского в течение пяти дней беспрепятственно расхаживал по окрестным сёлам, призывая крестьян поддержать мятеж, однако последние в большинстве своём отнеслись к мятежникам с непониманием, и лишь единицы пополнили вооружённое формирование.
Уже 17 (29) апреля 1863 года отряд понёс значительные потери в 32 убитых, более 50 раненых и пленных и два обоза в боестолкновении с регулярными войсками в лесу между деревнями Вальды и Пилотавщина и был вынужден отступить в Волковысский уезд. Однако там отряд был вновь укомплектован добровольцами и продолжил вооружённую борьбу.
8 (20) марта 1863 года в окрестностях д. Селец (Пружанский уезд) был сформирован отряд общим числом до 100 человек под командованием местного помещика 24-летнего Феликса Влодека. В Волковысском уезде в то же время был сформирован отряд из 136 человек под командованием бывшего поручика русской армии Густава Стравинского (1837—1905).
20 апреля (2 мая) около 60 мятежников, отделившихся от отряда Стравинского, напали на почту в деревне Свадьбичи, в результате ими были захвачены 93 рубля 12 копеек из местной кассы, а также 18 лошадей и около 20 ружей. 1 (13) мая этой же группой было совершено нападение на Берёзовскую заставу. В перестрелке повстанцы понесли потери и были вынуждены бежать. На следующий день, однако, им удалось захватить обоз с деньгами и документами, перебив незначительную русскую охрану. В этот же день против них была выслан отряд регулярных войск общим числом в 120 солдат пехоты и 30 казаков, которые настигли отступающих повстанцев 3 (15 мая) у деревни Селец; в результате завязавшегося боя отряд был уничтожен. Командир русского отряда майор Петров заявил в своём рапорте: «3 мая 1863 года в деле у деревни Селец настигнута шайка мятежников 62 человека, в результате боя убито 34 и взято в плен 28 человек, наши потери 1 убитый и 3 раненых».
Тем временем 1 (13 мая) отряд Феликса Влодека совершил нападение на телеграфную станцию у деревни Сморяка, восставшим удалось вывести из строя телеграф, однако пришедшему на помощь отряду регулярных войск (80 казаков) под командованием есаула Евстратова удалось в ходе короткого боестолкновения заставить повстанцев отступить, тем не менее потеряв 2 казаков убитыми и 9 ранеными.
3 (15) мая отряд регулярных войск (112 пехотинцев, 20 казаков) под командованием штабс-капитана Евдокимова попал в засаду, организованную у деревни Михолин восставшими из отряда Густава Стравинского. В ходе непродолжительной перестрелки регулярным войскам пришлось отступить, потеряв в бою 7 человек убитыми, 28 ранеными и 2 пленными, против 4 убитых и 5 раненых у повстанцев. Кроме того отряду Стравинского досталось около 30 ружей с пулями и порохом и 5 лошадей.
К 21 мая (2 июня) отряды Франтишка Юндилла (300 человек), Густава Стравинского (270 человек), Александра Ленкевича (150 человек), Витольда Миладовского (140 человек), Феликса Влодека (50 человек) собрались под Миловидами (Слонимский уезд). На следующий день отряд регулярных войск под начальством полковника Булгарина неудачно штурмовал Миловидский лагерь. С наступлением темноты он был вынужден отступить. После этого повстанцы покинули свой лагерь.
24 мая (5 июня) 1863 года объединённые отряды Валерия Врублевского и Феликса Влодека (750 человек) были разбиты под Лососином отрядом регулярных войск под командованием майора Кремера. Однако Врублевскому и Влодеку с горсткой бойцов удалось прорвать окружение и бежать с поля боя.
27 мая (8 июня) 1863 регулярные войска окружили повстанческий отряд Онуфрия Духинского в Ружанском лесу (Пружанский уезд), однако восставшим со значительными потерями (13 убитых, 8 пленных) удалось прорвать окружение и уйти соединившись через несколько дней с остатками отрядов Врублевского и Влодека.
На следующий день Влодек со своим отрядом отделился от Врублевского и отправился на север Пружанского уезда для продолжения вооружённой борьбы. Там Влодек соединился с отрядом Я. Ваньковича. Однако уже 30 мая (11 июня) 1863 года в 35 километрах севернее д. Пески отряд Влодека-Ваньковича случайно наткнулся на 3-ю роту Псковского пехотного полка под началом штабс-капитана Плавского, прочёсывающую лес в поисках мятежников. После короткой перестрелки повстанцы скрылись в густом лесу. При этом русские потеряли 1 убитым и 2 ранеными, а мятежники 3 убитыми и 5 пленными. После этого отряды Ваньковича и Влодека разъединились, Ванькович ушёл в Пинский уезд, где присоединился к отряду Ромуальда Трауугута.
2 (14) июня к отряду Врублевского примкнули остатки отрядов Александра Ленкевича и Густава Стравинского отступающие под натиском регулярных войск с Гродненского уезда.
3 (15 июня) конная группа из отряда Онуфрия Духинского под командованием Казимира Кобылинского (56 бойцов) ворвалась в местечко Ружаны со стороны Слонима. Ими был застрелен местный комендант регулярных войск поручик Головенич, кроме того, пленены 4 солдата, которые позже были отпущены. Сожжён местный сельсовет вместе со всеми наличными документами, у местной охраны отобраны 22 штуцера и 900 пуль. Кроме того местная почтовая станция ограблена на 65 рублей и 12 копеек. Повстанцы покинули местечко до подхода регулярных войск, которые тут же направились их преследовать.
Вечером 3 (15 июня) из лагеря Врублевского на запад ушли 152 бойца под командованием А. Ленкевича и Б. Эйтминовича.
Днём 4 (16 июня) у деревни Лысково отряд регулярных войск, посланный на уничтожение конной группы Кобылинского, наткнулся на засаду организованную в лесополосе вдоль дороги отрядом Врублевского, в ходе двухчасового боя регулярные войска спешно отступили, потеряв 8 человек убитыми и 20 ранеными и пленными. Потери повстанцев составили 1 убитый и 3 раненых.
После этого отряд Врублевского отступил в Волковысский уезд. Там он успел соединиться с небольшими группами повстанцев под командованием местных жителей Юзефа Засулича и Владимира Счастного.
Отряд Врублевского 11 (23 июля) напал на лесническую канцелярию деревни Бровск, восставшие убили солдата охраны и забрали казённые деньги (более 100 рублей). Кроме того, 18 (30) июля местный лесник Платон Юлпанович, наткнувшийся на нескольких повстанцев из отряда Врублевского в лесу, был ими застрелен и, мёртвый, повешен на дереве за отказ присоединиться к отряду. Кроме того, повстанцы забрали у него охотничье ружьё и патроны. Один из участников убийства Юлпановича — крестьянин Доминик Толинский был позже пленён правительственными войсками и за участие в этом преступлении казнён в Гродно 11 (23) октября 1863 года.
Уже 28 июля (9 августа) отряд Врублевского был атакован регулярными войсками у деревни Пашовы-Островки. В ходе ожесточённого боя повстанцы потеряли 40 человек убитыми и были вынуждены стихийно отступить назад в Пружанский уезд. В бою был убит и один из командиров повстанцев — Владимир Счастный, и его отряд стал возглавлять Иларион (по другим данным Идельфонс) Ходоковский (1815—1880).
3 (15) августа Онуфрий Духинский бежал за границу. По приказу Калиновского Врублевский получил чин бригадного генерала, и был назначен «главным революционным комиссаром Гродненской губернии», фактический главнокомандующим всеми повстанческими формированиями Гродненской губернии. Его отряд, насчитывавший к тому времени около 400 человек, являлся крупнейшим во всей губернии.
Врублевский разделил свой отряд на три небольшие группы (Влодека, Врублевского, Засулича). Эти группы разошлись для ведения партизанской войны во все концы губернии.
Однако с началом осени в Гродненскую губернию для разгрома отряда Врублевского прибыли значительные силы регулярных войск. Староингерманландский, Псковский, Курляндский[уточнить] и Пружанский[уточнить] пехотные полки, кроме того, 2-й и 3-й Беловежские стрелковые батальоны, всего 11 000 человек.
Некоторое время отряду Врублевского удалось избегать преследования, однако 30 августа (11 сентября) 1863 года регулярные войска настигли отряд Врублевского у деревни Глыбокий Кут (Пружанский уезд). В ходе ожесточённого боестолкновения повстанцы, потеряв 32 человека убитыми, и ещё 2 пленными беспорядочно отступили в Беловежскую пущу.
Однако уже через несколько дней, под натиском регулярных войск, им пришлось уйти и оттуда. У деревни Попелевка отряд Врублевского разделился, 120 повстанцев под командованием Густава Стравинского пошли на север в Волковысский уезд, остальные вместе со Врублевским ушли на юг к деревне Горбач. Вскоре однако Стравинский понёсший потери в нескольких боестолкновениях с регулярной армией распустил свой отряд ослушавшись приказа Врублевского, а сам бежал сначала в Царство Польское, а затем по поддельным документам за границу.
Оставшись практический в одиночку отряд Врублевского сумел вернуться в Беловежскую Пущу через болота у деревни Борки (Пружанский уезд). Однако вскоре он оказался в полном окружении и был вынужден 12 (24 сентября) пойти на прорыв у деревни Рудня, который однако удался с немалыми потерями. После этого Врублевский увёл остатки своего соединения в Кобринские леса.
19 сентября (1 октября) Врублевский стал распускать свой отряд и направил в ЛПК донесение о «невозможности продолжения боевых действий в Гродненской губернии».
Наконец через несколько недель скитания по кобринским лесам отряд Врублевского который к тому времени насчитывал уже менее 100 человек сумел 16 (28) октября со значительными потерями (30 убитых, более 40 пленных) прорваться в Люблинское воеводство, где его остатки были официально распущены, а сам Врублевский бежал в Варшаву. Затем был направлен Ромуальдом Траугуттом на границу Подлясского и Люблинского воеводств, для реорганизации затухающей там повстанческой деятельности.
Отряд Феликса Влодека был разбит в боестолкновении с регулярными войсками под Пинском 13 (25 августа) 1863 года. После этого Влодек распустил его остатки и бежал за границу. Дальнейшая судьба неизвестна.
Юзеф Засулич убит в боестолкновении его отряда с регулярными войсками у деревни Явичи в окрестностях местечка Шерешёво 16 (28) августа 1863 года. Отряд уничтожен.
Отряд Александра Ленкевича 9 (21) августа 1863 года потерпел серьёзное поражение от регулярных войск в окрестностях Августова. После этого Ленкевич, распустив его остатки, бежал за границу.
Бронислав Эйтминович распустил свой отряд в начале сентября 1863 года, бежал в Варшаву, где присоединился к другому повстанческому отряду. Убит 25 декабря 1863 (6 января 1864) в бою с регулярными войсками под Старым Устиновом в Люблинском воеводстве Царства Польского.
После бегства Врублевского восстание на территории Гродненской губернии фактический завершилось. Однако некоторые мелкие группы мятежников продолжали свою деятельность и несколько позже.
Так, в середине ноября 1863 года в окрестностях Шерешёво разоружена группа из 7 мятежников под командованием 19-летнего православного крестьянина Яна Гринчика, которая в течение нескольких месяцев держала в страхе жителей местечка и крестьян окольных деревень, совершив несколько грабежей и поджогов домов, а также несколько показательных «казней» тех, кто, по их мнению, оказывал русским войскам помощь в подавлении мятежа. Я. Гринчик, А. Ильковский и С. Август были приговорены к повешению и казнены 8 (20) декабря 1863 года в Шерешёво, остальные участники группы были приговорены к длительным срокам каторги.

### Ковенская губерния
Ковенский губернатор Станислав Фаддеевич Хоминский (уроженец Виленской губернии) накануне восстания был предусмотрительно переведён на должность Вологодского губернатора (с 19 сентября 1861 года).
Первые повстанческие отряды в Ковенской губернии появились в середине марта 1863 года. В апреле и мае восстание в Ковенской губернии при содействии католического духовенства и польских помещиков приняло широкие размеры. В первой половине апреля показались небольшие группы в Минской губернии (Траугутта и Свенторжецкого), а затем в губерниях Витебской и Могилёвской.

### Минская губерния

#### Подготовка и общее вооружённое выступление повстанцев
Восстание в Минской губернии готовило минское отделение Литовского провинциального комитета. Главную роль в нём играли «красные» — Антон Трусов (1835—1886), Ян Козелл-Поклевский (1837—1896), Станислав Лесковский (1840 — после 1867) и ряд других лиц. Осенью 1863 года К. Калиновский послал в Минск своего секретаря Иосифа Ямонта (1841 — после 1864), который вместе с Михаилом Оскерко и Корнелием Пеликшей (1823—1872) реорганизовал Минскую подпольную организацию.
Общее выступление повстанцев Минщины по плану, разработанному Станиславом Лесковским, было назначено на 19 апреля (1 мая) 1863 года. По приказу руководства повстанческой организации 19 апреля несколько сотен минчан тайком вышли из города и прибыли на заранее указанные им сборные пункты.

#### Действия Владислава Машевского и других повстанческих командиров
19 апреля (1 мая) 1863 года отряд Владислава Машевского начал действовать в Слуцком уезде. Этим же вечером повстанцы срубили 5 телеграфных столбов за десять вёрст от почтовой станции Синявка, а затем заняли имение князя Леона Радзивилла, забрав оттуда оружие. 20 апреля (2 мая) отряд пошёл в Игуменский повет, стал лагерем у деревни Озерцы. Об этом царским властям сообщил крестьянин Мин Бурак. Царские войска (50 пеших, 20 казаков) под командованием подполковника Драгапулы утром 21 апреля (3 мая) напали на повстанцев (более 56 бойцов). Завязалась перестрелка, уже в первые минуты которой были смертельно ранены Машевский, его заместитель Миляревский и ещё один повстанец. После этого восставшие побежали. За ними была пущена погоня, в результате чего в плен попали ещё 39 мятежников (14 из них ранеными), но темнота позволила некоторой части (менее 20 человек) оторваться от преследования. Потери регулярных войск в ходе боя составили один убитый и один раненый, позже скончавшийся от ран.
19 апреля (1 мая) 1863 года отряд численностью до 70 человек под командованием А. Трусова собрался в районе Холявщины, однако уже 28 апреля (10 мая) потерпел поражение в бою у деревни Петровичи потеряв 3 человек пленными, через два дня Трусов потеряв в бою у деревни Синила ещё восемь мятежников убитыми и пленными, с остатками отряда был вынужден отступать в Игуменский повет, где присоединился к отряду Лясковского. После поражения восстания там, продолжил отступление, которое закончилось осенью, когда он распустил отряд и бежал во Францию.
19 апреля (1 мая) 1863 года отряд общим числом до 70 человек под командованием воеводы Минского уезда отставного подпоручика П. Дыбовского собрался возле деревни Прилуки и действовал вдоль Слуцкого тракта. В августе 1863 г. он выдержал бой с царскими войсками возле Новосёлок, а вскоре после этого боя командир распустил отряд. Сам Дыбовский бежал за границу. В 1864 году заочно был приговорён к смертной казни в Российской империи. Имущество конфисковано в счёт государства.
Ранее, 7 (19) апреля 1863 года, в урочище Мелые Мхи отряд новогрудских повстанцев общим числом до 100 человек, был разбит царскими войсками. После этого отряд был переформирован в Налибокской пуще. Под командованием бывшего прапорщика царской армии Витольда Миладовского (1837—1863) общим числом до 140 человек отряд участвовал в Миловидской битве в Слонимском уезде 22 мая (3 июня) 1863 года, а после этого вернулся в Новогрудский уезд. Уже 29 июня (11 июля) 1863 года отряд потерпел окончательное поражение у деревни Игнатово, его командир был пленён и по приговору суда на 12 лет сослан в Сибирь. Умер от тяжёлой болезни в Иркутске в декабре 1863 года.

#### Ход восстания в Борисовском уезде
Восстание вспыхнуло в Борисовском уезде. Узнав об появлении первых повстанческих отрядов в уезде, власти уезда организовали тотальную слежку за всеми, кто, по их мнению, мог принять участие в восстании, главным образом за лицами католического вероисповедания. Те, кто вызывали подозрение, подвергались репрессиям. По деревням разъезжали военные командиры и запугивали крестьян, рассказывая о появлении «опасной шайки бандитов».
Вечером 18 (30) апреля 1863 года отряд под командованием бывшего штабс-капитана царской армии Мельхиора Чижика, численностью более 25 человек, состоявший в основном из местных дворян и разночинцев, сосредоточился в имении Нестановичи. Из Нестанович отряд двинулся в Метличицы. В ночь на 19 апреля (1 мая) повстанцы напали на имение Метлицы, где забрали лошадей и коляски. В имении Околово увели с собой писаря. Из Околова направились в Дедиловичи и Мстиж. Ещё один крупный отряд сконцентрировался в имении Нежицы верстах в двадцати от Борисова. 23 апреля (5 мая) 13-я рота численностью до 80 строевых солдат начала преследование отряда мятежников у Смолевич, но так и не догнала их. Отряд Чижика, возросший к тому времени до 80 человек личного состава, был разбит 26 апреля (8 мая) 1863 у деревни Ляды (Игуменский уезд), оставшиеся в живых, включая Чижика, позже примкнули к отряду В. Козелл-Поклевского, а после его гибели к отряду С. Лесковского.
30 апреля (12 мая) повстанческий отряд численностью около 40 человек под руководством Генриха Дмоховского, собранный в Дисненском повете, вступил в схватку с войсками около деревни Поруш (теперь не существует) в Борисовской пуще. В начале боя выстрелом из пистолета был убит Дмоховский. Потеряв руководителя, восставшие не смогли оказать действенного сопротивления и отошли мелкими отрядами в глубь леса.
По состоянию на середину мая 1863 года на территории Борисовского уезда действовало несколько разрозненных отрядов, которые вели бои с правительственными войсками.
Одна из наиболее значительных схваток состоялась 7 (19) мая 1863 года около деревни Подберезье. Мятежный отряд числом до 400 человек случайно столкнулся на опушке леса с 14-й и 15-й стрелковыми ротами Кременчугского пехотного полка под командованием капитана Журомского. В ходе боя длившегося несколько часов мятежники, потеряв 22 человека убитыми и ранеными, 29 пленными и израсходовав большую часть боеприпасов, беспорядочно отступили в лес. Регулярные войска потеряли 5 человек убитыми и 22 ранеными из которых 2 позже скончались от ран. При этом у мятежников были отбиты 46 лошадей и обоз, в котором обнаружены 54 ружья, 8 дульнозарядных пистолетов, 3 револьвера, и 150 единиц холодного оружия, а также 12 килограмм пороха и 16 килограмм пуль. В плен попал также и один из лидеров повстанцев бывший подпоручик царской армии П. Колб-Селецкий (1825—1863) позже он был приговорён к смертной казни и расстрелян 9 (21) июня 1863 года..
Ещё один повстанческий отряд действовал также в районе Голубицкой пущи, которая граничила с местечком Кубличи Витебской губернии и местечком Березино Минской губернии. Активным участником отряда был Винцент Рожновский, арендатор имения Янки Борисовского уезда Минской губернии. Силы были неравные, и повстанцы вынуждены были отступать в леса на восток от реки Березина, что тянулись в направлении Борисова. При отступлении повстанцы понесли тяжёлые потери. Всех пленных собрали в местечке Лепель Витебской губернии. Винцент Рожновский был осуждён на 15 лет каторги, его имения Камень и Ула в Лепельском уезде были конфискованы и переданы царским генералам за заслуги «в усмирении мятежа». Только в 1867 году Винцент Рожновский смог сбежать с каторги и прятался под вымышленной фамилией Стодольник в имении Станкруль Борисовского уезда, принадлежащем родителям его жены Гинтовтам.
Окончательное подавление восстания в Борисовском уезде произошло осенью 1864 года. В частности, в марте 1864 года была раскрыта и ликвидирована вследствие доноса тайная организация подпольного повстанческого правительства, созданная Яном Свидо ещё весной прошлого года для руководства восстанием в Борисовском уезде. Тюрьмы Борисова к началу июня 1863 года были переполнены арестованными. На 10 июля здесь содержалось 138 человек разных сословий. И это при том, что значительная часть находящихся под следствием лиц к этому времени была уже отправлена в Минск, а другая часть после вынесения приговора — к месту ссылки.
Последним вооружённым формированием повстанцев на территории Борисовского уезда стал отряд, состоящий из 30 человек, под командованием шляхтича Ковалевского, действовавший на территории Велятической волости, продержавшийся до 22 октября (3 ноября) 1864 года, к тому времени за голову командира местные власти уже успели назначить награду в 500 золотых рублей. Однако им долго не удавалось определить местонахождение отряда, так как мятежники Ковалевского умело заметали следы и уходили от преследования. Лишь после того, как они ограбили на лесной дороге почтовый эскорт, следовавший из Минска, регулярным войскам по следам удалось выйти на лагерь повстанцев. Однако те были хорошо вооружены и стали отстреливаться, в результате почти все были убиты или ранеными взяты в плен. Однако тогда Ковалевскому с несколькими подручными болотами удалось выйти из окружения.
Арестован он был лишь через 2 недели в Борисове, где прятался в доме еврея по фамилии Носан, которого за денежное вознаграждение просил помочь бежать за границу. Ковалевский в январе 1865 года был приговорён к смертной казни. Приговор был приведён в исполнение в том же месяце.

#### Ход восстания в Игуменском уезде
17 (29) апреля 1863 года в Игуменском уезде был сформирован отряд 23-летнего Станислава Лесковского.
Около деревни Ляды утром 19 апреля (1 мая) 1863 к нему примкнул отряд Болеслава Свенторжецкого. В деревне Богушевичи, Свенторжецкий лично сорвал со здания местного правления все российские флаги, разбил портрет императора и, зачитав крестьянам манифест Литовского провинциального комитета, стал призывать тех к восстанию, однако к его словам прислушались немногие, и отряд пополнили лишь семь человек. Здание сельского правления мятежники сожгли вместе со всеми наличными документами. Затем командование отрядом было препоручено Лесковскому, а Свенторжецкий стал его заместителем.
Затем мятежники стали собирать рекрутов по всему уезду. В деревнях Французская Гребля и Сутин, к отряду примкнуло несколько десятков человек. В тот же день 19 апреля (1 мая) 1863 к мятежникам примкнули две крупные группы. Первая под командованием Ю. Шущевича прибыла из Минска, второй из Слуцка командовал местный учитель Людвик Домбровский. В результате в первых числах мая отряд стал насчитывать уже около 150 бойцов. Общее командование осуществлял С. Лесковский, заместитель Б. Свенторжецкий, М. Ванькович — материальные ресурсы, А. Гансецкий — продовольственные ресурсы, Б. Окулич — медикаменты. Утром 21 апреля (3 мая) мятежники появились в деревне Новосёлки, однако местные крестьяне отнеслись к ним крайне враждебно в результате чего произошло вооружённое столкновение в котором погибли 4 крестьянина из местного отряда самообороны и ещё около 10 получили ранения, а повстанцам пришлось покинуть населённый пункт.
К середине мая 1863 года восстание в Игуменском уезде приняло широкие размеры. В конце мая власти стянули к Игумену почти все войска, которые находились в Минской губернии. Командовать войсками в уезде поручили опытному генералу Русинову.
26 апреля (8 мая) 1863 у деревни Ляды регулярные войска разбили крупный отряд мятежников общим числом до 200 человек под командованием бывшего штабс-капитана царской армии Мельхиора Чижика, более 150 мятежников были убиты или взяты в плен, также был захвачен один обоз с деньгами и продовольствием отряда, Чижик с группой из 40 оставшихся повстанцев вышел из окружения и через некоторое время примкнул к отряду Лесковского.
Сам же отряд Лесковского-Свенторжецкого регулярным войскам долго не удавалось обнаружить. Майор Григорьев в своём рапорте писал: «Обнаружить шайку Лесковского необыкновенно тяжело, так как, имея ярко выраженные качества лидера и талант полководца, Лесковский ввёл в своей банде жёсткую дисциплину, ввёл ряд наказаний нарушителям, приучил мятежников за считанные минуты снимать лагерь и выбирать для ночлега самые труднопроходимые места».
Наконец около 3 часов дня 9 (21) мая 1863 года отряд регулярных войск (360 солдат пехоты, 50 казаков) под командованием майора Григорьева наткнулся на хорошо укреплённый лагерь мятежников Лесковского-Свенторжецкого в труднопроходимой болотистой местности в 5 километрах от деревни Юровичи. В ходе ожесточённого боя продолжавшегося более двух часов мятежники из 400 человек личного состава потеряли убитыми 23 и пленными около 75 человек, и были вынуждены в спешке отступить к деревне Рованичи разделившись на мелкие группы.
Два дня 10 (22) и 11 (23) мая регулярные войска преследовали повстанцев, однако за это время сумели захватить живыми лишь четырёх мятежников, из которых один скончался от ран при конвоировании, после чего окончательно потеряли следы отряда. Сами же потери регулярных войск в ходе боёв с 9 (21) по 11 (23) мая 1863 года, составили согласно рапорту Григорьева, 69 человек: 10 убитых в бою, 5 умерших от ран, (в том числе один офицер младшего звена) и 54 раненых. Погибшие солдаты регулярных войск и мятежники по приказу Григорьева были захоронены в одной братской могиле в Юровичах.
12 (24) мая 1863 года Болеслав Свенторжецкий бежал за границу. Командующим отрядом остался лишь Станислав Лесковский. Кроме того, вместе со Свенторжецким отряд покинули более 150 мятежников, разочаровавшихся в вооружённой борьбе. Под командованием Лесковского осталось лишь около 120 повстанцев. пожелавших продолжить вооружённую борьбу.
23 мая (4 июня) 1863 года мятежниками из «Народной жандармерии» за агитацию крестьян помогать регулярным войскам в поимке мятежников в деревне Богушевичи был повешен православный священник Даниил Конопасевич.
26 мая (7 июня) в Богушевской пуще попали в окружение повстанческие отряды Корзаковича и Лесковского общим числом до 200 человек. Однако, разделившись на несколько мелких групп, повстанцам удалось выйти из-под удара царских солдат. Часть повстанцев во главе с Лясковским при выходе из окружения столкнулись с отрядом карателей, однако после короткой перестрелки сумел уйти от преследования.
Уже 13 (25) июня в густом лесу около фольварка Лочин (теперь Осиповичский район) произошёл бой с отрядом регулярных войск подполковника Жукова, в котором восставшие были разбиты потеряв 4 человек убитыми и 29 ранеными и пленными, в том числе и Гектара Корзаковича. В течение последующих 9 дней, с 13 (25) июня по 22 июня (4 июля) 1863 года, солдатами регулярных войск и местными крестьянами были выловлены ещё около 40 мятежников из отрядов Лесковского и Карзаковича.
Властям казалось, что всё кончено. В журнале военных действий по Минской губернии с 18 (30) июня по 1 (13) июля отмечалось, что шайки Корзаковича и Лясковского рассеяны.
Лесковский оставшись лишь с несколькими десятками бойцов стал скрываться в труднопроходимой лесной местности, и полтора месяца об его отряде не было ничего известно, ни регулярным войскам, ни другим повстанческим группам. 23 июля (4 августа) 1863 года отрядом Лесковского у деревни Володута совершено нападение на карету начальника 3-й резервной дивизии генерала Грунта, были убиты несколько солдат охраны, а генерал захвачен в плен, однако через два дня он был освобождён под слово больше не воевать против мятежников.
В конце октября 1863 года Мельхиор Чижик сдался регулярным войскам. По его словам к тому моменту в отряде Лесковского осталось всего около 75 бойцов, которые терпели страшные лишения и значительно пали духом. Позже Чижик, активно сотрудничавший со следствием, был приговорён к 20 годам ссылки вместо полагающейся ему смертной казни..
12 (24) ноября 1863 года регулярные войска общим числом в 12 стрелковых рот под командованием генерала Русинова, начали последнюю операцию по ликвидации остатков повстанческого формирования Лесковского. Однако мятежники смогли выдержать лишь несколько незначительных стычек с регулярными войсками. Видя безвыходность своего положения, Станислав Лесковский 30 ноября (12 декабря) 1863 года окончательно распустил отряд, в котором на тот момент оставалось менее 25 человек, и бежал во Францию.
.
Однако и после этого в лесах Минской губернии ещё некоторое время продолжали сопротивление мелкие группы мятежников и мятежники-одиночки, которые не пожелали сложить оружие.
Так, 16 (28) апреля 1864 года в труднопроходимой лесной местности, в окрестностях деревни Сутин в ходе поисковой операции регулярных войск разоружена группа мятежников, состоящая из 7 человек.
В июле 1864 года ликвидирована группа из 3 мятежников под командованием Телесфора Холево, убившая 19 сентября (1 октября) 1863 года выстрелами из засады на лесной дороге в трёх с половиной километрах от Логойска судебного пристава 2-го сана Борисовского уезда Адама Ляцкого, славившегося своей жёсткой позицией по отношению к мятежникам и ранившая сопровождавшего его поручика по фамилии Десятский. Халево как командир группы и непосредственный организатор убийства казнён 28 марта (8 апреля) 1865 года в Боровлянах.
Последний из действующих на территории Игуменского уезда повстанцев — Василий Конопацкий — был захвачен в плен регулярными войсками в ходе поисковой операции только в октябре 1866 года, почти через полтора года после официальной даты окончания восстания.

### Могилёвская губерния

#### Действия отряда А. В. Олендского
22 апреля (4 мая) 1863 года в урочище Макаровый лес у д. Черноручье (ныне Шкловский район) собрался отряд А. В. Олендского (1843—1864) общим числом около 30 — 40 человек. Повстанцы стали ходить по деревням Могилёвской губернии и призывать крестьян к участию в восстании, обещали дать им после победы восстания землю без выкупа и другие демократические преобразования, однако крестьяне в большинстве деревень отказались поддержать повстанцев, а местами даже отнеслись к ним крайне неприязненно. К вечеру 25 апреля перешли в Сенненский уезд и остановились в фольварке близ местечка Словении (ныне Толочинский район), расположившись лагерем в бору возле реки Вечеринка.
Здесь 27 апреля (9 мая), на отряд возросший в численности до примерно 100 человек напала рота резервного батальона Алексопольского пехотного полка под командованием поручика Путяты. Отряд повстанцев был разбит, 21 мятежник был убит на поле боя, 19 взяты в плен. Рота Путяты потеряла 4 человек убитыми и 9 ранеными. Чуть позже местные крестьяне изловили и передали властям ещё около 60 мятежников из отряда Антона Олендского. 3 (15) мая 1863 пленных доставили в Могилёв, где 6 (18) июня 1863 года руководство отряда (В. А. Корсак, братья М. А. и И. А. Манцевичи) было расстреляно, остальные направлены в ссылку.
Тогда Олендскому вместе с несколькими подручными удалось ускользнуть и присоединиться чуть позже к повстанческому отряду под командованием бывшего поручика царской армии К. А. Жебровского. Антон Олендский был пленён в Борисовском уезде вместе с Жебровским, лишь в середине июня 1863 года. Расстрелян по приговору суда 30 марта (11 апреля) 1864 в Минске.

#### Действия отряда И. М. Будзиловича
На рассвете 22 апреля (4 мая) 1863 года в фольварке помещика Антона Гурко в деревне Добрино (Оршанский уезд) собрался отряд бывшего поручика царской армии И. М. Будзиловича численностью в 22 человека. Выйдя на крыльцо усадьбы, командир зачитал собравшимся манифест Литовского провинциального комитета и объявил о начале вооружённого мятежа. Отряд сразу же направился в сторону Бабиновичей. Утром 23 апреля (5 мая) мятежники без боя заняли местечко. Местный городничий подполковник Лисовский был ими избит и связанным заперт на ключ в собственном доме, однако убивать его не стали. После этого повстанцы собрали крестьян во дворе местной православной церкви и, зачитав им манифест, призвали поддержать восстание. Отряд пополнили 8 человек, после чего мятежники направились на юг в сторону местечка Лиозно, заходя по дороге в окрестные деревни и призывая крестьян к участию в мятеже.
Утром 24 апреля (6 мая) повстанцы появились в деревне Ордеж, где крестьяне сообщили мятежникам о том, что по их следам уже идёт рота регулярных войск, однако вступать в отряд отказались. В тот же вечер мятежники Будзиловича были уже в деревне Перемонт где переночевали в фольварке помещика Александра Пиоро, сочувствующего восставшим. Утром 25 апреля (7 мая) 1863 года Игнатию Будзиловичу сообщили, что в районе Лиозно сосредоточены значительные силы регулярных войск, в результате от занятия местечка пришлось отказаться. Вместо этого мятежники Будзиловича свернули в деревню Ацковая, где отряд пополнился ещё 10 бойцами и остановился на ночлег.
Утром 26 апреля (8 мая) 1863 года отряд Игнатия Будзиловича выступил в сторону деревни Погостище, где мятежники планировали остановиться на отдых. Уже вечером остановившихся в фольварке повстанцев окружила рота регулярных войск в количестве 90 солдат под командованием подполковника Савицкого. В результате неравного боя длившегося несколько часов отряд Будзиловича перестал существовать. Из около 40 повстанцев 6 были убиты, ещё 24 включая Игнатия Будзиловича попали в плен, из них трое ранеными. Небольшой части мятежников (около 10 человек), удалось переплыть болотистую реку и вырваться из окружения, при этом по меньшей мере несколько из бросившихся в панике в воду утонули. Потери регулярных войск составили всего 2 убитых и 1 раненый. Фольварк на котором находились мятежники в ходе боя был сожжён.
Будзилович вместе со всеми пленными уже 27 апреля (9 мая) был доставлен в Оршу. 20 августа (1 сентября) 1863 года Игнатий Будилович был приговорён военно-полевым судом к расстрелу «за дезертирство создание повстанческого отряда и насильственную вербовку в него людей». На рассвете 28 августа (9 сентября) 1863 Будзилович был расстрелян во дворе Оршанской городской тюрьмы.

#### Совместное выступление повстанческих отрядов
24 апреля (6 мая) 1863 года началось совместное выступление всех повстанческих отрядов Могилёвской губернии. Самого большого успеха достиг отряд Л. Звеждовского (около 100 человек), который в ночь на 24 апреля (6 мая) 1863 г. при поддержке группы революционно настроенных студентов Горы-Горецкого земледельческого института численностью от 30 до 60 человек занял уездный город Горки, где захватил большое количество ружей, 11 лошадей, 15 000 рублей из местного казначейства и ещё 10 000 рублей из институтской управы. В ходе штурма города мятежниками были убиты 12 солдат местного охранного гарнизона, и ещё 8, включая одного офицера младшего звена — поручика Мышковского, — взяты в плен.
Против повстанцев были посланы войска. 26 апреля (8 мая) правительственными войсками рассеяны отряды Яна Жуковского (около 50 человек) и Томаша Гриневича (26 — 40 человек) (командиры взяты в плен, Гриневич, как бывший офицер царской армии позже казнён по приговору военно-полевого суда, Жуковский осуждён на 12 лет каторжных работ).
Вслед за этими отрядами 27 апреля (9 мая) в Сенненском уезде разгромлена группа из 23 повстанцев под командованием бывшего поручика царской армии К. А. Жебровского. Оставшиеся в живых мятежники под командованием адъютанта Жебровского — дворянина Валериана Шлягера ушли в Борисовский уезд, где отряд был переформирован и продолжил вооружённую борьбу. Тем не менее уже через 10 дней — 7 (19) мая 1863 года он был окончательно разбит ротой под командованием капитана Францевича в лесу у местечка Холопеничи. 5 мятежников были убиты, ещё 24 взяты в плен. Шлягеру удалось скрыться и позже бежать за границу.
Оставив отряд Звеждовского без какой-либо поддержки, местные власти смогли направить на его ликвидацию все наличные силы.
Несмотря на возросшую до 200 человек численность своего отряда, Звеждовский, стараясь избегать боестолкновений с регулярными войсками, попытался вывести его в Минскую губернию. Однако 29 апреля (11 мая) правительственные войска в составе 2 рот Смоленского пехотного полка настигли мятежников Звеждовского в районе деревни Летяги у местечка Пропойск (ныне Славгород), навязав тем сражение. В бою погибло около 20 повстанцев, ещё 145 человек были взяты в плен при попытке прорыва с поля боя. Оставшихся в живых Звеждовский распустил на следующий день, ссылаясь на «равнодушное или неприязненное отношение к мятежу местного населения», после чего отправился в Царство Польское.
Согласно приговору суда, состоявшегося в Могилёве в марте 1864 года, из 145 пленных повстанцев из отряда Звеждовского 26 были признаны «активными участниками мятежной шайки» и направлены на каторгу на срок от 12 до 20 лет, ещё 33 были направлены в ссылки (некоторые в бессрочные). Вина оставшихся 86 человек была определена как незначительная и они были распущены по домам под жандармский надзор.

#### Действия отряда И. Д. Анцыпо-Чикунского
24 апреля (6 мая) 1863 года И. Д. Анцыпо-Чикунский собрал отряд, состоящий из шести человек. В тот же день они разграбили фольварк Закупленье князя Манкевича и пошли дальше, набирая людей по дороге. Через некоторое время отряд, в составе которого уже было двенадцать человек, остановился в деревне Закупленье, где Анцыпа прочитал перед местными жителями манифест, в котором объявил демократические свободы и призывал присоединяться к восстанию. Крестьяне не поверили в обещания и не согласились продать мятежникам свои топоры по 2 рубля серебром за каждый, но и анцыповцев не тронули — Анцыпа в начале своей речи объявил, что за ним следует отряд из 300 французов. Спустя несколько суток уездные власти уже считали, что у них в стане блуждают две шайки повстанцев: одна человек 20, другая — 300.
Вечером того же дня отряд Анцыпы появился в районе деревни Чечевичи. Повстанцы разграбили шоссейную станцию, обрезали телеграфную связь и сожгли мост через реку Друть. Утром 25 апреля (7 мая) они уже были в деревне Ядрёная Слобода, где сожгли здание волостного правления вместе со всеми документами, и призывали крестьян к мятежу. Отряд пополнился ещё тремя людьми. К вечеру уже горело волостное правление в деревне Селец (ныне Болонов Селец), а к формированию примкнули ещё четыре человека. Отряд ночевал в фольварке Каркот, хозяин которого Иосафат Анцыпо также примкнул к повстанцам. В течение следующих четырёх дней отряд безнаказанно действовал в районе бобруйского шоссе по окольным деревням и возрос в численности до 24 человек.
Уже 27 апреля (9 мая) в уезд прибыла 15-я рота Смоленского полка в составе 70 солдат. Власти, учитывая слухи о том, что в регионе орудуют два отряда, оставили часть солдат во главе с подпоручиком Липинским охранять становую квартиру, а других отправили искать мятежников. Крестьяне быстро рассказали солдатам во главе со штабс-капитаном Кусонским, где прячутся мятежники. Анцыпа, узнав о приближении войск, решил отойти в район деревни Глухи. Солдаты, прочесав деревни Глухи, Язвы (ныне Восточное), Золотва, пришли к выводу, что повстанцы спрятались в треугольнике леса между этими деревнями.
Вечером 30 апреля (12 мая) 1863 года, несмотря на позднее время суток и дождь, было принято решение окружить и взять мятежников в плен. Войска, подкреплённые окольными крестьянами в качестве проводников, двинулись в лес и вышли на лагерь мятежников. В результате перестрелки мятежники убили одного солдата — рядового Гаврила Нечитайлова и тяжело ранили крестьянина-проводника из деревни Золотва Осипа Иванова, который скончался на следующий день, но и сами потеряли 4 товарищей убитыми. Затем, теснимые к болоту, побросав почти всё оружие и обоз, сумели уйти. Штабс-капитан Кусонский решил не ввязываться в лесную перестрелку при плохой видимости и отвёл своих солдат к деревне, прихватив пожитки мятежников (11 ружей и 2 лошади).
Затем по приказу начальства крестьяне к 3 (15) мая поодиночке и небольшими группками выловили остальных повстанцев. Ильдефонса Анцыпо — главу бунтарей — удалось поймать самым последним только 10 (22) мая 1863 года. По приказу военно-полевого суда Ильдефонс Анцыпо-Чикунский был расстрелян в Могилёве в 10 часов утра 6 (18) июня 1863 года вместе с другими руководителями восстания в губернии — В. А. Корсаком и братьями М. А. и И. А. Манцевичами.
Другим отрядам на Могилёвщине удалось продержаться лишь по несколько дней, после чего в апреле — мае 1863 года они были разбиты, их командиры расстреляны. Общее количество повстанцев на Могилёвщине, по официальным данным, не превысило 800 человек.

## Окончание восстания

### В Царстве Польском
9 (21) февраля 1864 года рассеян последний крупный отряд из 1000 повстанцев (Босака). 28 марта (9 апреля) 1864 у деревни Клины в окрестностях местечка Опочно (Лодзинское воеводство) казацкой сотней под командованием подполковника Загряжского рассеян отряд из 60 мятежников под командованием капитана повстанческих войск Юзефа Вальтера. 30 марта (11 апреля) 1864 года сложил оружие отряд майора Юзефа Оксиньского. 9 (21) апреля 1864 под Завепшами рассеян отряд из 30 бойцов под командованием Кароля Крысиньского.
В российской историографии принято совмещать дату окончания восстания в Царстве Польском с разгромом повстанческой группы (по разным оценкам от 40 до 60 человек) (ксёндза Бжуски), просуществовавшей до 19 апреля (1 мая) 1864 года. Тем не менее, это не совсем так, многие небольшие группы повстанцев действовали и несколько позже. Так отряд Яна Рудовского (около 50 человек) был распущен командиром 22 апреля (4 мая) 1864 года. 25 апреля (7 мая) сложил оружие конный отряд полковника Францишека Коперницкого. Конная группа (43 бойца) капитана Владислава Новацкого-Копачиньского сложила оружие 26 апреля (8 мая) 1864 года.
Однако, согласно данным польского историка Станислава Зелинского, последняя вооружённая стычка с группой восставших (около 30 человек) на территории Царства Польского произошла под Серадзем 6 (18) июня 1864 года, а последний полевой командир повстанцев генерал Станислав Бжуска был арестован лишь 17 (29) апреля 1865 года. Последний действующий на территории Царства Польского повстанец — Штефан Карчмарчик был арестован лишь в июне 1872 года.

### В Северо-Западном крае
Активные боевые действия на территории Северо-Западного края завершились к ноябрю 1863 года.
16 (28) апреля 1864 года в труднопроходимой лесной местности, в окрестностях деревни Сутин (Игуменский уезд) в ходе поисковой операции, регулярными войсками разоружена группа мятежников состоящая из 7 человек.
Последняя более-менее крупная и организованная группа (около 50 повстанцев) во главе с Владиславом Борзобогатым, подчинявшаяся Литовскому провинциальному комитету, ликвидирована (самораспустилась) в середине июня 1864 года в Новогрудском уезде.
В июле 1864 года опять же в Игуменском уезде ликвидирована группа из 3 мятежников под командованием Телеосфора Халевы, организовавшая в октябре 1863 года убийство судебного пристава Адама Ляцкого.
Кроме того, по данным польского историка Станислава Зелинского, 12 (24) октября 1864 года из густого леса в окрестностях Паневежиса группой из пяти мятежников был обстрелян почтовый эскорт русских. После этого ответным огнём сопровождающей его охраны один из мятежников был убит, а ещё четверо сложили оружие.
22 октября (3 ноября) 1864 года в труднопроходимой лесной местности в Велятичской волости Борисовского уезда ликвидирована группа из 30 мятежников под командованием шляхтича Ковалевского. Сам Ковалевский, сумевший скрыться, арестован через 2 недели в Борисове. Казнён по приговору суда в январе 1865 года.
Последний действующий на территории края повстанец-одиночка Василий Конопацкий был обнаружен регулярными войсками и пленён лишь в октябре 1866 года.

## Причины поражения восстания
Имеется несколько важных причин поражения восстания. Среди них можно назвать 3 основных, каждая из которых могла чрезвычайно затруднить успех восстания, если не сделать его невозможным. Действуя вместе, они привели к неминуемому поражению. Это во-первых, неспособность привлечь на сторону восстания крестьянского элемента, во-вторых, неспособность обеспечить союз с революционными элементами собственно России, а в-третьих, неспособность создать благоприятный международный фон для восстания и произошедшее отсюда отсутствие реальной поддержки зарубежных держав.
Основными движущими силами восстания были националистические и шляхетские силы. Несмотря на понимание ими необходимости привлечения на свою сторону крестьян, этого им в конечном счёте добиться не удалось. «Революционное правительство меньше всего думало о наделении крепостных землёй, и этой ошибкой русское правительство не преминуло воспользоваться, чтобы выступить в роли защитника хлопов против польских панов». Непоследовательность и половинчатость предлагаемых ими мер для решения крестьянского вопроса, вопроса освобождения крестьян от крепостнической зависимости, обусловила незаинтересованность крестьян в целях движения. Спасти их в данном случае могли уже в свою очередь ошибки царского правительства в крестьянском вопросе, но оно уже не сделало этой ошибки. По историческому свидетельству революционера П. А. Кропоткина, «Александр II послал Н.Милютина в Польшу с полномочием освободить крестьян по тому плану, который последний думал осуществить в России, не считаясь с тем, разорит ли такое освобождение помещиков или нет». По свидетельству П. А. Кропоткина, представитель царской администрации так описывал ситуацию с восстанием: «Вооружённые банды повстанцев держали весь край (…) Как только они (царские власти) освободили крестьян и дали им землю, всё сразу изменилось. Крестьяне перешли на нашу (царскую) сторону и стали помогать нам ловить повстанцев . Революция кончилась». Отсутствие поддержки и дальнейший переход крестьян на сторону царского правительства привёл к военным неудачам восставших и в дальнейшем к окончательному поражению.
Другой причиной, которая чрезвычайно затруднила ход восстания, стала неспособность обеспечить союз с революционными элементами собственно России, несмотря на то, что с самого начала восстания в России существовало в целом благоприятное отношение к движению поляков к национальному самоопределению. По словам известного революционера П. А. Кропоткина, современника и человека, которого нельзя заподозрить в предвзятом отношении к восстанию: «Никогда раньше польскому делу так много не сочувствовали в России, как тогда. Я не говорю о революционерах. Даже многие умеренные люди открыто высказывались в те годы, что России выгоднее иметь Польшу хорошим соседом, чем враждебно настроенной подчинённой страной». Но и тут в конечном счёте сделанные ошибки восставших в национальном вопросе обусловили отсутствие союза с революционными элементами России. Основной причиной этого было желание со стороны восставших восстановления Речи Посполитой в границах 1772 г., то есть с большим элементом собственно непольского населения и нерешённость национального вопроса, со стремлением восстановления прежнего национального гнёта. Царское правительство в данном случае опять не сделало ошибки и не преминуло указать внутри страны и за рубежом на националистический характер восстания. Глава МИДа Российской империи Горчаков А. М. в ответ на ноты иностранных держав заявил: «Мятежники не требуют ни амнистии, ни автономии, ни более или менее широкого представительства. Даже безусловная независимость Царства Польского была бы для них не более чем ступенью для достижения дальнейшей цели — владычество над провинциями, в которых огромное большинство населения — русское, расширение пределов Польши до двух морей».. Внутри страны произошла резкая перемена отношения к делу восстания, несмотря на то, что часть самых крайних революционных элементов (в данном случае можно назвать фигуры Герцена А. И. и Чернышевского Н. Г.) продолжала оставаться на позициях сочувствия к делу восстания, в целом произошёл перелом.
Третьим важным фактором, обусловившем поражение восстания, явилась неспособность обеспечить благоприятный международный фон для восстания. И в данном случае, несмотря на благоприятные обстоятельства, существовавшие с самого начала, со стороны восставших были сделаны ошибки, привёдшие в конечном счёте к отсутствию реальной поддержки со стороны иностранных держав. Общим благоприятным фоном в начале восстания явилась поддержка со стороны двух ведущих мировых держав, Великобритании и Франции. Несмотря на то, что эти державы выступали с разных позиций, они солидаризовались в польском вопросе. Правительство Наполеона III видело свою задачу в устранении системы международных отношений, утвердившейся в 1815 году. В восстановлении Польши оно видело прежде всего переустройство международного порядка, санкционированного Венским конгрессом, историческую преемственность политике Наполеона I с устройством Герцогства Варшавского, с приобретением верного и сильного союзника. Великобритания со своей стороны стремилась в целом сохранить международное устройство 1815 года. Но в 1863 году в Великобритании у власти находилось правительство Пальмерстона, настроенное резко антироссийски и поддерживавшее ослабление Российской империи. Общественность этих держав, особенно Франции, сочувствовала делу национального самоопределения Польши. В русле обострившихся противоречий Австрийской и Российской империй, проявившееся в ходе Крымской войны, поддержку Великобритании и Франции оказала и Австрийская империя. Царское правительство оказалось в достаточно сложной ситуации, встретив единый фронт 3-х ведущих мировых держав. «В апреле (1863 года) Великобритания, Франция и Австрия выступили в Петербурге с нотой, требуя прекратить репрессии и вернуть полякам мир „на прочных основаниях“. Демарш получил моральную поддержку целого ряда держав — Испании, Португалии, Швеции, Нидерландов, Дании и даже Высокой Порты». Поддержку оно находило только со стороны Пруссии, также обладавшей частью территории бывшей Польши. «Повстанцы восприняли протест держав как серьёзный шаг в их поддержку. Жонд народовый в мае подтвердил, что стремится отторгнуть „от Москвы“ литовские, белорусские и украинские земли, некогда входившие в Речь Посполитую». Но и в данном случае, в целом политика поддержки повстанцев со стороны иностранных держав потерпела неудачу. После справедливого указания царского правительства на то, что желанием повстанцев является восстановление Речи Посполитой в границах 1772 года, в мировой политике также обозначился перелом в отношении польского вопроса. Руководящие круги Великобритании отказались от участия в деле поддержки повстанцев. Глава МИДа Великобритании заявил польской делегации, прибывшей в Лондон: «Что за Польшу вы желаете восстановить? Должны ли мы включать в неё Познань и Галицию? Если да то вызовем сопротивление Пруссии и Австрии, и что же тогда — европейская война?. Ничто не может быть более чуждо намерениям правительства её величества, оно ограничится представлениями, которых требует от него достоинство Англии». Императорская Франция в свою очередь не решилась действовать в одиночку, она была заинтересована в поддержке Великобритании в её колониальных захватах, происходивших в это время (см. Англо-франко-испанская интервенция в Мексику, Захват Францией южного Вьетнама).

## Урон российской стороны
Потери русских войск по российским данным составляют 4,5 тыс. убитых и раненых, в том числе 3348 человек общих потерь в Царстве Польском (из них 826 убитых, 2169 раненых, 348 без вести пропавших).
Ряд польских историков, таких как Станислав Зелинский, Славомир Колембка и Тадеуш Манцель в своих работах, посвящённых восстанию, отмечают со стороны русских командующих неоднократные случаи занижения по крайней мере в несколько раз данных о нелетальных потерях в своих подразделениях в ходе отдельных боестолкновений с повстанцами.

### Потери мирного населения
Известны многочисленные случаи выступлений польских, белорусских и украинских крестьян против польских бунтовщиков. В ответ повстанцы-экстремисты, называемые также «кинжальщиками», развязали террор по отношению ко всем наиболее активным противникам восстания, пик которого пришёлся на лето 1863 года. Общее число его гражданских жертв до сих пор точно не установлено. Исследователи называют разные цифры: от нескольких сотен до нескольких тысяч. Сам Муравьёв в ходе восстания называл цифру в 500 человек. По информации «Московских Ведомостей», на 19 сентября 1863 года количество только повешенных «кинжальщиками» гражданских лиц достигало 750 человек. По данным III отделения Императорской канцелярии, за весь 1863 год повстанцы казнили 924 человека. «Энциклопедический словарь» Брокгауза и Ефрона указывает, что число жертв повстанческого террора равнялось примерно 2 тысячам человек. Помимо этого, известны случаи насилия в отношении мирного населения и со стороны солдат регулярных войск, участвующих в подавлении мятежа. Так, за убийство и ограбление еврея и изнасилование крестьянки был повешен рядовой Донского казачьего полка Вавренец Алиев. За разбой, мародёрство и убийство еврея также был казнён ещё один рядовой Донского казачьего полка Никифор Гнутов.

### Экономические потери
Общий экономический ущерб, нанесённый всей территории, охваченной восстанием, в ходе боевых действий составил около 15 000 000 царских рублей. Также были разрушены или частично повреждены 1800 строений в Царстве Польском и около 1660 строений в Северо-Западном и Юго-Западном краях. Кроме того, в ходе восстания мятежники сумели ограбить государственную казну на сумму около 4 000 000 царских рублей.

## Потери повстанцев
По русским данным, повстанцы потеряли до 30 000 человек, в том числе около 22 000 убитыми и ранеными и 7000 пленными. Известно, что в ходе боевых действий только в Северо-Западном крае погибло в боях и было взято в плен более 7200 повстанцев. В Юго-Западном крае в боях против регулярных войск погибло или было взято в плен более 2000 повстанцев. Если посчитать только убитых и умерших от ран, то на территории Северо-Западного и Юго-Западного краёв мятежники потеряли только убитыми более 6000 человек.
Историк А. Д. Гронский указывает, что повстанцы значительно завышали потери русской армии, и в то же время занижали свои. Проанализировав польские и русские источники автор приходит к выводу, что русские рапорты точнее в отношении цифр, поскольку поле боя в основном оставалось за русскими войсками, и именно они могли подсчитать трупы, оставшиеся после боя. В то же время, повстанческие командиры могли предположить, что люди разбежались или потерялись, то есть не были убиты, поэтому их не вносили в списки жертв.

## Репрессии в отношении восставших
В общей сложности были отправлены на каторгу или поселение в отдалённые районы империи свыше 38 тысяч повстанцев и им сочувствующих. На территории Северо-Западного края, в борьбе с участниками восстания Муравьёв прибегал и к мерам устрашения — публичным казням, которым, однако, подвергались лишь непримиримые участники восстания и виновные в убийствах, и которые осуществлялись лишь после тщательного разбирательства. Всего за годы правления Муравьёва в Северо-Западном крае было казнено 128 человек, ещё от 8,2 тысячи до 12,5 тысяч человек было отправлено в ссылку, арестантские роты или на каторгу. В основном это были непосредственные участники восстания: католические священники и представители шляхты, доля католиков среди репрессированных составляла свыше 95 %, что соответствует общей пропорции участников восстания. Всего из около 77 тысяч повстанцев различного рода уголовным наказаниям было подвергнуто лишь 16 % их участников, тогда как остальные сумели вернуться домой, не понеся наказания.
Фактически с самого начала мятежа пойманных повстанческих командиров казнили через повешение и расстрел. Первый смертный приговор в Царстве Польском Августу Ясинскому за участие в восстании был приведён в исполнение уже 20 февраля (4 марта) 1863 года.
Первое приведение в исполнение смертного приговора в Северо-Западном крае произошло 10 (22) мая 1863 года, когда в Вильно на Лукишках был расстрелян викарный ксёндз «жмудского костёла» Лидского уезда Станислав Ишора.
22 марта 1864 года казнён через повешение в Вильно на Лукишской площади один из руководителей восстания Константин Калиновский. 28 мая 1864 года военный суд приговорил к смертной казни Юзефа Калиновского (впоследствии канонизирован католической церковью под именем Рафаил). Потом приговор был заменён на 10 лет каторги.
24 июля (5 августа) 1864 года были казнены члены Национального правительства последнего реально действующего состава (Ромуальд Траугутт, Рафал Краевский, Юзеф Точинский, Ян Езёранский и Роман Жулиньский). Последние политические казни последовали 5 (17) февраля 1865 года (Александр Вашковский и Эмануил Шафарчик).
Всего же на всей территории, охваченной восстанием, с 1863 по 1865 годы приведены в исполнение около 400 смертных приговоров наиболее активным его участникам. Последняя казнь за участие в восстании произошла на рынке местечка Соколув-Подляски 11 (23) мая 1865 год, на глазах 10 тыс. человек. Казнены были последний полевой командир восстания Станислав Бжуска вместе со своим заместителем Франтишеком Вильчинским.
Неблагонадёжные граждане (Флориан Дановский, Александр Валицкий, Матильда Бучинская и др.) высылались в отдалённые уголки Российской империи.
Около 10 тысяч активных участников восстания и сочувствующих переселилось за границу. Эти эмигранты новой формации некоторое время продолжали деятельность в духе старой эмиграции, но в гораздо меньших размерах; вскоре однако эта деятельность почти затихла.
Подверглись секвестру и передавались выходцам из великорусских губерний 3454 шляхетских имений, владельцы которых участвовали в восстании. На многих шляхтичей наложена контрибуция на общую сумму 34 миллиона рублей.
31 декабря 1866 года издан манифест императора Александра II, в соответствии с которым бессрочная каторга для повстанцев заменялась 10-летней.

## Последствия
Восстание ускорило проведение крестьянской реформы, при этом на более выгодных для крестьян условиях, чем в остальной России (суммы выкупных платежей уменьшены для польских крестьян на 20 %, для крестьян Северо- и Юго-Западного краёв на 30 %). Власти приняли меры по развитию начальной школы в Литве и Белоруссии, рассчитывая, что просвещение крестьянства в русском православном духе повлечёт политико-культурную переориентацию населения.
Историк Михаил Долбилов отмечает, что после начала восстания в культивируемом властями образе поляка как противящегося законной власти «бунтовщика, заговорщика и мятежника» проявились черты заклятого врага русского народа. Тем не менее в широковещательных воззваниях к жителям края власти пытались не употреблять этнонимов и акцентировали внимание на социальном происхождении участников мятежа. В частности, виленский генерал-губернатор Михаил Муравьёв старался избежать излишней декларации «польскости» восстания.
Массовые репрессии затронули семьи причастных к восстанию, высылаемых в центральные губернии России. Кроме того, в Литве и Белоруссии было запрещено занимать государственные должности (в частности, учителей в школах и гимназиях) лицам католического вероисповедания, поэтому поляки и литовцы вынуждены были обосноваться в центральных губерниях России. Среди потомков таких ссыльных и переселенцев — композитор Дмитрий Шостакович и писатель Александр Грин.
После восстания в западных губерниях некоторое время сохранялось военное положение. Лицам мужского пола, кроме крестьян, запрещалось удаляться с места жительства более чем на 30 вёрст без разрешения местных властей. Польская шляхта была лишена возможности отмечать даже семейные праздники, так как существовал запрет собираться вместе нескольким людям. За это полагался штраф. Виленский генерал-губернатор К. Кауфман в 1866 году запретил под угрозой штрафа употребление польского языка в общественных местах и в официальной переписке, ношение траура, различных польских отличий.
10 декабря 1865 года Александр II утвердил закон, по которому всем высланным из западных губерний предлагалось в течение 2 лет продать или обменять свои земли, а покупать их могли только православные.
В 1864 году Михаил Муравьёв ввёл запрет на использование латинского алфавита и печатных текстов на литовском языке (действовал до 1904 года). Литовские книги продолжали печататься за границей: в Восточной Пруссии и Соединённых Штатах Америки.

## Интересные факты
- Последний участник восстания в Царстве Польском 99-летний Феликс Бартчук умер 9 марта 1946 года, в свою очередь последний участник восстания в Северо-Западном крае Игнат Абрамович умер в 1944 году в возрасте по разным данным 106 или 108 лет[137][138].
- Владимир Короткевич узнал от родителей, что один из его предков по женской линии отставной штабс-капитан Томаш Гриневич (племянник Ивана Никодимовича Гриневича, владельца усадьбы Красный Берег) принимал участие в восстании 1863—1864 годов. Повстанцы под его командованием были разбиты, а его самого расстреляли в Рогачёве. Эту историю Короткевич описал в эпилоге повести «Предыстория», и в прологе романа «Нельзя забыть» («Леониды не вернутся к Земле»).
- С марта 1862 и до 22 февраля 1864 года в Добровлянах прятался от преследования царской администрации Винцент Дунин-Марцинкевич[139]. В марте 1862 года временный военный губернатор Минской губернии генерал-майор Кушалев разослал циркуляр, в котором было написано: «По полученным мною правдивым сведениям выясняется, что помещиком Марцинкевичем написаны на народном белорусском языке возмутительное стихотворение под заглавием „Гутарка старого деда“, что имеет целью возбудить крестьян западных губерний против правительства, … и что г. Марцинкевич старается распространять произведение своё… среди простого народа». Винцент Дунин-Марцинкевич нашёл приют в Добровлянах у Матильды Бучинской. После того как имение Добровляны Свенцянского уезда было секвестровано, с 22 февраля 1864 года вынужден был переехать в близлежащее местечко Свирь, где проживал полгода до своего ареста в октябре 1864[140].
- Один из руководителей восстания Зыгмунт Чехович, после возвращения из Нерчинских рудников, проживал в имении Малые Бесяды[бел.] Вилейского уезда Виленской губернии (сейчас Логойский район, Минской области). В Малых Бесядах Чехович создал большую библиотеку. Здесь с Чеховичем познакомился молодой Янка Купала, семья которого в 1895—1904 жила в соседнем фольварке Селище. В доме Чеховича Янка Купала впервые познакомился с нелегальной литературой, посвящённой польскому освободительному движению. По словам Янки Купалы, Чехович был «идеалист и мечтатель»[141].

## Историография восстания 1863—1864 гг. в Северо-Западном крае
Восстание 1863—1864 годов явилось одним из знаковых событий в истории Белоруссии, оказавшим существенное влияние на дальнейшую судьбу белорусского народа, что нашло отражение в трудах учёных и публицистов, начиная со второй половины XIX в.
Опубликована значительная часть архивных документов, связанных с событиями восстания. Значение восстания на территории Белоруссии, действия и роль его руководителей, в частности К. Калиновского, в разное время и разными авторами оценивались по-разному. Восстание объявлялось то «польской смутой», то чисто шляхетским, то чисто крестьянским, то буржуазно-демократическим. Иногда вообще подвергается сомнению наличие в нём революционно-демократического крыла. В зависимости от предпочтений различных авторов то акцентируется, то затушёвывается религиозно-клерикальная составляющая событий восстания.
Различия в оценках существуют и поныне, иногда позиции расходятся диаметрально. Причина этого кроется в разнице концепций авторов относительно основополагающих принципов формирования белорусской нации, национального менталитета, основ её социально-экономического, конфессионального, культурного развития. Очевидно, что получить полную картину и дать объективную оценку событий можно лишь на базе научных исследований, которые предполагают изучение всех выявленных документальных источников и их тщательный анализ.
Участники и современники событий, связанных с восстанием, оставили свои воспоминания, написанные вскоре после них.
Значительный объём сведений о деятельности повстанческой организации содержат «Показания и записки» члена Национального правительства О. Авейде, написанные им в тюрьме по требованию властей и ограниченным тиражом изданные для служебного пользования в 1866 году.
Одним из первых официальных историографов восстания стал царский генерал В. Ратч, по личному поручению М. Муравьёва написавший два тома «Сведений о польском мятеже 1863 г. в Северо-Западной России», изданных в Вильне в 1867—1868 гг. Как отмечал автор, он использовал в ходе работы официальную переписку, следственные дела, конфискованные бумаги, книги, брошюры и «некоторые устные сообщения».
В работе В. Ратча содержатся сведения о важнейших положениях программы К. Калиновского: об уничтожении дворянства, о ликвидации помещичьего землевладения путём крестьянской революции, о необходимости создания крестьянской революционной организации и связи восстания в Белоруссии и Литве с польским национальным освободительным движением и народной революцией, готовившейся в России, о праве Белоруссии и Литвы на самостоятельное государственное существование. Царский историк отмечал, что «Калиновский вовсе не имел намерения работать для Польши, он опасался того слияния с Польшей, при котором от неё нельзя было бы и отвязаться».
Одной из первых публикаций стали четыре тома воспоминаний «История восстания польского народа в 1861—1864 гг.» члена Национального правительства А. Гиллера, которые вышли в Париже в 1867—1871 годах. Сторонники социальной революции на их страницах подвергались критике. В издании были впервые опубликованы «Письма из-под виселицы» К. Калиновского.
Позже, уже в начале XX века, изданы воспоминания Ф. Рожанского, Я. Гейштора, Б. Длуского и других участников и руководителей восстания.
В середине 1920-х годов белорусский историк В. Игнатовский основной целью восстания в Белоруссии называл радикальное решение крестьянского вопроса и создание независимой от России и Польши Белорусской республики.
В конце 1920-х годов белорусский историк С. Агурский выдвинул концепцию об исключительной роли помещиков и духовенства в организации восстания и его сугубо польском характере.
В 1950—1960-е годы белорусский философ И. Лущицкий считал восстание 1863 года в Белоруссии и Литве антикрепостническим, крестьянским. Белорусский историк А. Смирнов — автор одной из первых монографий, посвящённых Калиновскому, назвал его выдающимся сыном белорусского народа. Само восстание учёный рассматривал как проявление борьбы классов.
В 1970—1980-е годы появились новые исследования белорусских учёных. Восстание 1863 года в Северо-Западном крае преподносилось, как якобы общебелорусское выступление против царизма. Основателем белорусского революционного демократизма именуют К. Калиновского философы Э. Дорошевич и В. Конон. Они указали на наличие у Калиновского идеала «справедливого общественного и политического строя», называя его не абстрактным идеалом мечтателя-утописта, а конкретной программой идеолога крестьянства, мелкой шляхты и демократической интеллигенции с характерными для неё как сильными, так и слабыми сторонами мировоззрения этих социальных пластов белорусского народа.
Философ А. Майхрович дал оценку восстанию 1863—1864 годов в Белоруссии и Литве как буржуазно-демократическому, направленному против социального и национального угнетения. К. Калиновского он называет выдающимся белорусским революционером-демократом, политическим деятелем и публицистом, связывает с деятельностью его и его соратников оформление революционного демократизма как самостоятельного течения общественной мысли.
Как исключительно важные на историческом пути белорусов к свободе и национальной консолидации оценил деятельность и творчество К. Калиновского белорусский историк, литературовед, археограф, писатель Г. Киселёв, по мнению которого, героическая жизнь К. Калиновского до последнего дыхания — здесь нет преувеличения — отдана родному народу, борьбе за лучшее будущее. Исследователь назвал К. Калиновского великим сыном белорусского народа и великим революционером.
Отмечая, что в его деятельности нашли воплощение наиболее радикальные тенденции восстания 1863—1864 годов, Г. Киселёв оценивает их как одну из наиболее смелых попыток проверить на практике и воплотить в жизнь программу революционных демократов 60-х годах, а К. Калиновскому в истории общественной мысли и революционного движения Белоруссии и Литвы отводит роль лидера и теоретика революционной демократии. Он также считал, что в исторической перспективе идеи и творчество К. Калиновского на многие десятилетия предопределили идейно-эстетическое направление белорусской демократической литературы, ставшей во многом литературой «мужицкой правды».
Революционером-демократом, подлинным народным героем, борцом за свободу белорусского народа называет К. Калиновского ещё один исследователь его жизни и деятельности — белорусский историк В. Шалькевич. Учёный считает К. Калиновского одним из самых известных представителей белорусской нации в мире.
Михаил Бич, автор статьи о восстании 1863—1864 годов в Польше, Белоруссии и Литве в «Энциклопедии истории Беларуси», называет его национально-освободительным.
Существует точка зрения, что восстание было исключительно польским по своему характеру, а К. Калиновский не является подлинным героем белорусского народа, а даже антигероем. «Сконструированным героем», польским революционером-фанатиком, поставленным на должность руководителя восстания зарубежным польским повстанческим центром, считает его историк А. Гронский, он же называет создание «Мужицкой правды» чисто пропагандистской акцией. Однако во время суверенной Белоруссии ряд исследователей сошлись во мнении, что большинство белорусского крестьянского населения не поддержало восстание. Причинами этого были: качественная пропаганда властей против повстанцев и нерешительная аграрная политика ЦНК («белых»).
Зачастую К. Калиновского вообще объявляют поляком. В качестве аргумента приводится тот факт, что он напрямую не заявлял в своих текстах о правах и чаяниях белорусов и не употреблял такого названия. Однако следует сказать, что в то время название белорусы ещё не закрепилось за всем народом и являлось узко региональным. Ставится под сомнение приверженность Калиновского идее социальной справедливости. Жёстко критикуются его позиции в отношении методов ведения борьбы (насильственных) и веротерпимости.

## Память
В честь подавления восстания в 1865 году была учреждена медаль «За усмирение польского мятежа».
В межвоенный период (1921—1939) на территории Польши в Западной Белоруссии был установлен ряд памятников в честь восстания 1863—1864 годов. В местечке Свирь, на самой большой возвышенности посёлка, был установлен памятник с Белым орлом. После прихода советской администрации в 1939 году памятник был разрушен, а Белый орёл сброшен в озеро Свирь. Чертежи памятника сохранились в Государственном историческом архиве Литвы.
В 1920 году в Польской Республике был принят закон «О ветеранах восстаний 1831, 1848 и 1863 годов», согласно которому все остававшиеся на тот момент в живых участники восстания получили офицерские звания от лейтенанта до генерала, пожизненное довольствие равное 75 % оклада служащих в соответствующих званиях офицеров Войска Польского, а также право ношения специального синего мундира и другие льготы и привилегии. Всего же статус ветерана январского восстания с 1920 по 1939 год получили 3644 человека.
В белорусском театральном искусстве первой постановкой на тему восстания стал спектакль Белорусского государственного театра «Кастусь Калиновский», поставленный в 1923 году драматургом и режиссёром Е. Мировичем на основе собственной пьесы. В 1928 году Белгоскино совместно с Ленинградской фабрикой «Совкино» был выпущен фильм «Кастусь Калиновский».
В годы Великой Отечественной войны на территории Беларуси действовали партизанская бригада и партизанский отряд имени Калиновского. Тогда же поэтом М. Климковичем написано либретто оперы «Кастусь Калиновский». Уже после войны оперу на музыку Д. Лукаса поставил Белорусский театр оперы и балета.
Белорусский композитор О. Янченко написал балет «Кастусь Калиновский».
В 1975 году Аркадий Кулешов издал драматическую поэму «Хамутиус» (1975), посвящённую руководителю восстания в Литве и Белоруссии. Хамутиус — одна из подпольных кличек Кастуся Калиновского. В 1963 году одной из улиц Минска присвоено имя Кастуся Калиновского.
Стефан Жеромский написал роман «Верная река», изданный в 1912 году, действие которого связано с восстанием. По данному роману в 1936 году снят одноимённый фильм.
В ходе вторжения России на Украину (2022) на стороне украинских войск начал действовать добровольческий батальон имени Кастуся Калиновского, позже преобразованный в полк..

## В культуре

## В кино
- 1922 — «1863 год»[пол.] — реж. Эдвард Пухальский (Польша)
- 1928 — «Кастусь Калиновский» — реж. Владимир Гардин (СССР)
- 1936 — «Верная река» — реж. Леонард Бучковский (Польша)
- 1975 — «Ярослав Домбровский» — реж. Богдан Поремба (Польша, СССР)
- 1985 — «Верная река» — (Польша)
- 1992 — «Эскадрон» (Szwadron) — реж. Юлиуш Махульский (Польша, Франция)